# Список серий телесериала «Виолетта»
Здесь предоставлен список серий молодёжного телесериала «Виолетта», совместного проекта Disney Channel Латинской Америки, Европы, Ближнего Востока, Африки и компании Pol-ka Producciones.
Премьера «Виолетты» состоялась 14 мая 2012 года в Латинской Америке и Италии. В России премьера состоялась 15 октября 2012 года.

## Список сезонов
| Сезон | Сезон                      | Количество серий           | Количество серий           | Показ в Аргентине | Показ в Аргентине | Показ в России   | Показ в России  |
| Сезон | Сезон                      | Количество серий           | Количество серий           | Премьера          | Финал             | Премьера         | Финал           |
| ----- | -------------------------- | -------------------------- | -------------------------- | ----------------- | ----------------- | ---------------- | --------------- |
|       | 1                          | 80                         | 40                         | 14 мая 2012       | 6 июля 2012       | 15 октября 2012  | 21 декабря 2012 |
|       | 1                          | 80                         | 40                         | 3 сентября 2012   | 26 октября 2012   | 25 марта 2013    | 5 июня 2013     |
|       | 2                          | 80                         | 40                         | 29 апреля 2013    | 21 июня 2013      | 30 сентября 2013 | 6 декабря 2013  |
|       | 2                          | 80                         | 40                         | 19 августа 2013   | 11 октября 2013   | 24 февраля 2014  | 25 апреля 2014  |
|       | Виолетта: В концерте       | Виолетта: В концерте       | Виолетта: В концерте       | 4 апреля 2014     | 4 апреля 2014     | —                | —               |
|       | 3                          | 80                         | 20                         | 28 июля 2014      | 22 августа 2014   | 2 февраля 2015   | 10 марта 2015   |
|       | 3                          | 80                         | 20                         | 22 сентября 2014  | 17 октября 2014   | 11 марта 2015    | 14 апреля 2015  |
|       | 3                          | 80                         | 20                         | 17 ноября 2014    | 12 декабря 2014   | 9 ноября 2015    | 10 декабря 2015 |
|       | 3                          | 80                         | 20                         | 12 января 2015    | 7 февраля 2015    | 14 декабря 2015  | 27 апреля 2016  |
|       | Тини: Новая жизнь Виолетты | Тини: Новая жизнь Виолетты | Тини: Новая жизнь Виолетты | 2 июня 2016       | 2 июня 2016       | —                | —               |

## Список серий

### Первый сезон (2012)
| Номер серии | Номер по сезону | Название серии                      | Премьера в Аргентине | Премьера в России |
| --- | --------------- | ----------------------------------- | -------------------- | ----------------- |
| 1 | 1               | «Мечта»                             | 14 мая 2012          | 15 октября 2012   |
| Девушка-подросток Виолетта, вместе со своим отцом, миллионером Германом Кастильо, возвращается в свой родной город Буэнос-Айрес, из которого она уехала ещё в пятилетнем возрасте, когда трагически погибла её мать Мария. Джейд, невеста Германа, планирует организовать праздник по случаю дня рождения девушки, хотя сама Виолетта не хочет его отмечать. Герман даёт объявление в агентство по подбору гувернанток, и в это же время в доме Кастильо объявляется молодая девушка Анжи, которая на самом деле является тётей Виолетты и сестрой Марии. Между Германом и Виолеттой происходит небольшая ссора, и Виолетта убегает из дома. Гуляя по городу, девушка случайно знакомится с парнем по имени Томас. |                 |                                     |                      |                   |
| 2 | 2               | «Секрет»                            | 15 мая 2012          | 16 октября 2012   |
| Томас пытается поговорить с Виолеттой, но та в смущении убегает. Виолетты, но Джейд ей не доверяет. Пабло, друг Анжи и директор «Студии 21», даёт задание своим учениками для работы в команде. Виолетта не хочет отмечать свой день рождения, но отец настаивает на этом решении. Франческа расспрашивает Томаса про девушку, которую он встретил. Тот даже не знает её имени. Тем временем Людмила подлизывается к Томасу, чтобы вызвать ревность у Леона. Анжи проникает в мансарду дома и находит там вещи Марии, матери Виолетты. Виолетта понимает, что очень много думает о том незнакомце, с которым познакомилась. Они снова встречаются, но Томас называет Виолетту Ольгой, вследствие чего вызывает недоумение окружающих. На дне рождения Виолетта появляется в платье Марии. |                 |                                     |                      |                   |
| 3 | 3               | «Любовь»                            | 16 мая 2012          | 17 октября 2012   |
| Герман пытается узнать, кто подсунул Виолетте платье Марии. Подозрения падают на Ольгу. Джейд нужно срочно выйти замуж за Германа, иначе её и Матиаса ждут финансовые проблемы. Анжи просит Виолетту спеть, несмотря на то, что правилами Германа это запрещено. В итоге Герман ругает Анжи. Виолетта узнаёт, что Томас работает в "РестоБаре", и решает сделать заказ, чтобы вновь с ним увидеться. Макси встречает девушку Долу и пытается привлечь к ней своё внимание. Он соглашается на любую помощь, но совсем не такую, на какую рассчитывал. Томасу и Виолетте не удаётся вновь встретиться по сложившимся обстоятельствам, зато Виолетте удаётся увидеть, что Томаса что-то связывает с Людмилой. Пабло уговаривает Анжи рассказать Виолетте правду. |                 |                                     |                      |                   |
| 4 | 4               | «Разочарование»                     | 17 мая 2012          | 18 октября 2012   |
| Джейд разоблачает Анжи в самый неподходящий момент - та вовсе не из агентства по подбору гувернанток. Виолетта не хочет, чтобы Анжи уволили. Герман даёт Анжи второй шанс. Дола приглашает Макси в парк, но лишь для того, чтобы он посидел с её младшим братом. Анжи с Виолеттой идут на концерт симфонического оркестра, туда же идут на встречу с Рафой Палмером, известной телезвездой, ученики "Студии 21". Анжи специально маскируется, чтобы её не узнали. Виолетта вновь замечает Томаса с Людмилой. |                 |                                     |                      |                   |
| 5 | 5               | «Подозрение»                        | 18 мая 2012          | 22 октября 2012   |
| Людмила и Нати подстраивают пакость Камилле с разбитой гитарой Рафы Палмера. Грегорио собирается исключить Камиллу из студии, но Пабло против. Томас пытается объясниться с Виолеттой. Леон и Андрес планируют отомстить Томасу за Людмилу. Анжи всеми силами пытается скрыть своё пребывание в студии - Виолетта не должна узнать, что её гувернантка там работает. У Джейд возникают подозрения, когда Анжи начинает постоянно ездить с места на место. Герман узнает, что Виолетта встречается с Томасом. Виолетта подозревает Ольгу в том, что она проболталась его отцу насчёт Томаса. |                 |                                     |                      |                   |
| 6 | 6               | «Бесценность»                       | 21 мая 2012          | 23 октября 2012   |
| Виолетта пытается разъяснить ситуацию Томасу по поводу своего имени, но Ольга отвлекает её. Матиас хочет, чтобы Джейд назначила Герману дату свадьбы, но на пути встаёт преграда в виде Виолетты. Анжи вне себя от желания Виолетты заниматься частными уроками в студии. Пабло снова просит Анжи рассказать всю правду племяннице. Виолетта случайно портит заказ при встрече с Томасом, вследствие чего его увольняют. Джейд устраивает Анжи взбучку по поводу отношений с Германом. Томас наконец узнает, что Виолетта — дочь миллионера Германа Кастильо, и совсем не Ольга. |                 |                                     |                      |                   |
| 7 | 7               | «Угроза»                            | 22 мая 2012          | 24 октября 2012   |
| Виолетта ссорится с Томасом из-за отца. Людмила предлагает Томасу начать встречаться, но тот не согласен. Герман ругает Анжи за неправильный совет и просит больше не решать за него, как нужно воспитывать дочь. Джейд и Матиас теперь не только банкроты, но и должники Германа. Им нужно вернуть 50 тысяч долларов. Виолетта начинает брать частные уроки в студии у Бето. Франческа пытается убедить Луко в том, что тот зря уволил Томаса, но получается совершенно обратное. Леон завязывает разговор с Виолеттой. Та определённо ему нравится. Анжи и Герман вновь ссорятся, вследствие чего Ольга понимает, что между ними возникла искра. Людмила готовит новый план против Виолетты. Та убегает из дома. |                 |                                     |                      |                   |
| 8 | 8               | «Ловушка»                           | 23 мая 2012          | 25 октября 2012   |
| Людмила вырывает слова Томаса из контекста, показывая свою редактуру Виолетте. Джейд собирается сплавить Виолетту в интернат. Макси взамен Долы встречает новую девушку Лауру, но путь к ней лежит через её брата Андреса. Герман застаёт Виолетту с поличным. Анжи увольняется с работы гувернантки, но Герман просит вернуться. Томас устраивается на работу помощником Бето в студию. Джейд просит Германа пожить у него некоторое время. Томас решает поступить в студию. Все преподаватели рады этому, кроме Грегорио. Макси поёт серенаду Лауре, чтобы рассказать о своих чувствах, но её прерывает Андрес. |                 |                                     |                      |                   |
| 9 | 9               | «Соперничество»                     | 24 мая 2012          | 29 октября 2012   |
| Рафа Палмер приходит к Анжи. Виолетта заводит новых друзей в студии. Андрес хочет узнать того таинственного незнакомца, что пел серенаду её сестре. Людмила и Нати приходят в гости к Томасу, чтобы помочь с экзаменами для поступления в студию. У Джейд и Матиаса забирают квартиру, поэтому они обустраиваются жить в доме Германа. Ребята думают, что Франческа ревнует Томаса к Виолетте. Сама Франческа объясняет Виолетте, что всё пакости в студии ей подстраивает Людмила. Лаура приходит к Макси и спрашивает про отношения. Томас приходит в гости к Виолетте без разрешения. |                 |                                     |                      |                   |
| 10 | 10              | «Шанс»                              | 25 мая 2012          | 30 октября 2012   |
| Джейд просит Германа сходить с ней на дефиле, но у того важная встреча. Ребята находят оригинал видео, с которого был сделан монтаж против Томаса. Теперь в гости к Анжи приходит Пабло. Лаура и Макси встречаются в парке, но им вновь мешает Андрес. Виолетта просит прощения у Томаса. Герман просит Анжи привезти ему документы на важную деловую встречу. Джейд видит их по телевизору вместе. Виолетта приглашает Томаса к себе в гости для того, чтобы помочь ему подготовиться к экзамену, но в самый неподходящий момент возвращается Герман. |                 |                                     |                      |                   |
| 11 | 11              | «Симпатия»                          | 28 мая 2012          | 31 октября 2012   |
| Людмила инсценирует поцелуй с Томасом на глазах у Виолетты. Герман соглашается на предложение Джейд сыграть свадьбу. Виолетта открывает правду Томасу про то, что Франческа любит его. Франческа же отрицает данное. Виолетта случайно узнает про помолвку Джейд и Германа. Анжи считает, что нужно уважать его мнение. Виолетта согласна быть с Леоном пока что только другом. Андрес узнаёт об отношениях между Макси и Лаурой. Наполеон, кузен Людмилы, поступает в студию. Томас просит Виолетту помочь ему на прослушивании. |                 |                                     |                      |                   |
| 12 | 12              | «Возможность»                       | 29 мая 2012          | 1 ноября 2012     |
| Виолетта не может быть с Томасом из-за Франчески. Джейд и Матиас придумывают хитрый план, как выжить Анжи из дома Германа. Ребята предлагают Виолетте поступить в студию, но та отказывается из-за отца. Людмила просит Томаса взять его песню для репетиции. Леон против исполнения песни Томаса. Во время репетиции Людмилу с Томасом видит Виолетта. Леон встревает между Томасом и Виолеттой. Макси и Андрес находят общий язык. Томас просит Виолетту поступить в студию. Ромальо считает, что Герман влюбился в Анжи. |                 |                                     |                      |                   |
| 13 | 13              | «Недоверие»                         | 30 мая 2012          | 6 ноября 2012     |
| Виолетта принимает решение поступить в студию. Герман отрицает отношения с гувернанткой. Лаура не хочет встречаться с Макси из-за недавнего поединка на сближение с Андресом. Ребята помогают Виолетте с поступлением. Анжи против решения Пабло о принятии Виолетты в студию. А Пабло против решения Грегорио о незачёте Томаса. Виолетта видит Анжи в студии. Франческа приходит в гости к Виолетте. Ольга объявляет бойкот Матиасу и Джейд в связи с подставой Анжи. Виолетта просит отца, чтобы тот разрешил ей заниматься уроками истории музыки в студии. Герман не хочет, чтобы его дочь пошла по стопам матери. |                 |                                     |                      |                   |
| 14 | 14              | «Тайна»                             | 31 мая 2012          | 7 ноября 2012     |
| Герман собирается назначить дату свадьбы с Джейд. Виолетта говорит Пабло, что не станет поступать в студию. Тот предлагает ещё раз подумать. Леон сближается с Виолеттой. Матиас и Джейд пытаются дать Ольге взятку, чтобы та забыла о случае с подставой. Герман обвиняет Анжи в том, что она выносит вещи Марии из мансарды. Джейд застаёт судебный пристав, Матиас разруливает ситуацию. Оба начинают закладывать вещи в ломбарде. Герман увольняет Анжи. Виолетта проникает на мансарду. |                 |                                     |                      |                   |
| 15 | 15              | «Загадка»                           | 1 июня 2012          | 8 ноября 2012     |
| Ольга рассказывает Герману всю правду о случае с камеей. Анжи возвращается на место гувернантки. Джейд уходит из дома Германа, но позже понимает, что жить в машине с собственным братом совсем не круто. Виолетта боится, что не сможет больше доверять своему отцу. Франческа сближается с Томасом, а Виолетта - с Леоном. Ребята просят Виолетту поступить в студию. Грегорио получает травму. Пабло просит Анжи заменить его. Виолетта узнаёт, что Анжи работает в студии. |                 |                                     |                      |                   |
| 16 | 16              | «Склонность»                        | 4 июня 2012          | 12 ноября 2012    |
| Людмила запирает Виолетту в кладовке, чтобы она не попала на прослушивание, но девушке удаётся выбраться из заточения. Все подозрения тут же падают на Людмилу. В это время, Ольга просит Ромальо свести Анжи и Германа, а сам Герман прощает Джейд, и та возвращается в дом. Герман начинает подозревать, что Виолетта и Анжи что-то скрывают от него, а Леон узнает о выходке Людмилы и Нати. Виолетту принимают на обучение в студию, в отличие от Томаса. |                 |                                     |                      |                   |
| 17 | 17              | «Сожаление»                         | 5 июня 2012          | 13 ноября 2012    |
| Герман объясняет Анжи, что воспоминания о Марии не покидают его, но в то же время он продолжает скрывать правду от своей дочери. Леон обещает Людмиле закрыть глаза на все её пакости, только если дело не будет касаться Виолетты. Григорио специально меняет оценку Томасу, но Пабло восстанавливает справедливость, и Томас поступает. Анжи случайно роняет кольцо в раковину, Герман покупает ей новое. Джейд видит сцену "обручения" и думает всё совсем иначе. Томас дарит Виолетте подарок. Пабло просит перестать Грегорио видеть в поступках Томаса злой умысел. Виолетта и Людмила дерутся. Томас пишет текст песни для Виолетты, но его находит Франческа. Макси и Камилла идут в студию звукозаписи, где сотрудники как раз ищут подходящий голос для новой рекламы. Томас видит Виолетту рядом с Леоном. |                 |                                     |                      |                   |
| 18 | 18              | «Привязанность»                     | 6 июня 2012          | 14 ноября 2012    |
| Помолвка Джейд и Германа остаётся в силе. Анжи врёт Джейд про кольцо. Джейд думает, что Герман репетировал предложение. Леон и Виолетта нравятся друг другу, но Виолетта не перестаёт думать о Томасе. Камилла рассказывает, что Томас на самом деле сочинил песню для Виолетты. Франческа расстраивается, когда Томас поёт песню Людмиле. Камилла узнаёт, что для того, чтобы стать звездой, придётся бросить студию. Кольцо Джейд из бриллиантов случайно ломается, что сеет сомнение в подлинности украшения. Леон предлагает Виолетте забыть Томаса, а Людмила Томасу - забыть Виолетту. |                 |                                     |                      |                   |
| 19 | 19              | «Козни»                             | 7 июня 2012          | 15 ноября 2012    |
| Леон приглашает Виолетту в "РестоБар". Джейд очень переживает из-за поддельного кольца. Матиас признаётся, что продал настоящее кольцо и подменил поддельным, но правду о финансовых проблемах скрыл. Герман еле отпускает Виолетту на встречу с Леоном. Томас расстраивается, когда узнаёт, что Виолетта на свидании. Виолетта впервые поёт при людях в баре. Камилла собирается покинуть студию. Джейд кажется, что Анжи и Герман собирались поцеловаться. |                 |                                     |                      |                   |
| 20 | 20              | «Неудача»                           | 8 июня 2012          | 19 ноября 2012    |
| Томас ещё больше расстраивается, когда Леон уверяет Виолетту, что поможет забыть о тревогах и исполнит все мечты. Герман просит Джейд перестать ревновать. Ребята выясняют, что жеребьёвка при пении парами была нечестной - всё подстроила Людмила. Теперь Франческа поёт с Томасом, а Людмила - с Макси. Матиас требует назад новое кольцо Джейд, чтобы вернуть важным людям. Камилле дают контракт, который нужно подписать. У Грегорио уговор с Людмилой - узнать тайну Анжи и Томаса, которая заключается в том, что Анжи работает гувернанткой Виолетты. Ками просит Виолетту о помощи. Напо становится вторым помощником Людмилы. Ромальо и Ольга считают, что ситуация вокруг Джейд и Матиаса очень подозрительна. Матиас выкупает кольцо Джейд с помощью вазы, которую прислали Герману. Виолетта просит Ромальо помочь с контрактом. Джейд узнаёт, что у Анжи и Виолетты есть секрет. Камилла понимает, что её пытались обмануть с контрактом. Её место занимает Людмила. |                 |                                     |                      |                   |
| 21 | 21              | «Друг»                              | 11 июня 2012         | 20 ноября 2012    |
| Людмилу ждёт дорога к мировой славе. Матиас следит за Анжи и Виолеттой. Грегорио проливает воду на скрипку и сталкивает всю вину на Томаса. Джейд хочет пойти на дефиле, но Герман находит поводы для того, чтобы не пойти. Виолетта понимает, что не испытывает никаких чувств, когда поёт с Леоном. Людмила понимает, что мировая слава - это мягко сказано. Луко предлагает ребятам свою площадку для выступления. Томас понимает, что он нравится Виолетте. |                 |                                     |                      |                   |
| 22 | 22              | «Желание»                           | 12 июня 2012         | 21 ноября 2012    |
| Виолетта боится говорить с Томасом из-за Франчески. Джейд считает, что Анжи прикрывается Виолеттой, встречаясь со своим женихом. Пабло ссорится с Анжи. Людмила пытается устроить торжественное возвращение в студию, но насмешки и подколки со стороны обманутого контракта ей совсем не нравятся. И тогда она решает убрать Виолетту. Выступление по очередному заданию ребят переносится в "РестоБар", и Луко страшно этому рад. Джейд советует Анжи уволиться. Томас проходит задание по хореографии. Грегорио в бешенстве. Герман просит Анжи не увольняться, ведь она нужна ему. Брако помогает Синти узнать побольше о знаменитом танцоре. Томас понимает, что Виолетта врёт, говоря, что тот ей не нравится. Томас решает спеть с Виолеттой. Это видят Франческа и Леон. |                 |                                     |                      |                   |
| 23 | 23              | «Преданность»                       | 13 июня 2012         | 22 ноября 2012    |
| Виолетта считает, что между Анжи и Германом что-то есть. Синти никак не звонит Брако, из-за чего он расстроен. Напо помогает Нати узнать тайны Виолетты и её окружения - Людмила собирается сделать так, чтобы Виолетта не смогла петь в конкурсе. В Макси влюбляется ученица студии Андреа, но тот совсем не в восторге от этого. Герман испытывает чувства к Анжи, но он в сомнениях, решаться ли на этот шаг или нет. Людмила узнаёт, что у Виолетты аллергия на клубнику, но в итоге оказывается, что аллергия у Леона. У Матиаса забирают самую дорогую вещь - машину. Франческа узнаёт, что Томас написал песню для Виолетты, а не для неё. Джейд рассказывает Герману, что Анжи встречается со своим женихом. Матиаса сажают под домашний арест, и теперь ему придётся не выходить из дома Германа. Анжи врёт Герману, что у неё есть жених. Виолетта признаётся Франческе, что ей нравится Томас. Франческа решает, что петь с Томасом будет Виолетта. |                 |                                     |                      |                   |
| 24 | 24              | «Случай»                            | 14 июня 2012         | 26 ноября 2012    |
| Надежды Германа на любовь с Анжи рушатся. Макси знакомится с родителями Андреа. Франческа теряет Томаса ради лучшей подруги. Джейд не в восторге от того, что Матиас постоянно в доме. Герман перестаёт обращаться к Анжи с добротой и искренностью. Андреа вяжет Макси фиолетовый свитер с полной уверенностью, что тот будет от него в восторге. Джейд намекает Герману, что время Анжи в их доме подошло к концу. Людмила подставляет Томаса, и теперь Леон уверен в том, что он подлил клубничный сок, чтобы вызвать аллергию. Пабло предлагает поставить спектакль в театре, но Грегорио против. В студию приезжает Антонио с маэстро Самбрано. Виолетта не хочет встречаться с Томасом из-за боязни первого поцелуя, но Камилла уверяет её в обратном. Маэстро Самбрано оказывается очень капризным мальчишкой. Герман встречается с Пабло, якобы женихом Анжи. Виолетта согласна на свидание с Томасом, но в самый последний момент пугается. |                 |                                     |                      |                   |
| 25 | 25              | «Приверженность»                    | 15 июня 2012         | 27 ноября 2012    |
| Виолетта сбегает со свидания с Томасом и закатывает истерику отцу. Пабло врёт Герману, что он - жених Анжи. Макси объясняет Андреа, что они с ней не пара, но та всё неправильно понимает. Леон учит Виолетту кататься на велосипеде. Герман всё время думает об Анжи. Джейд видит призрак синьоры Марии, но на самом деле это Матиас, который не может выйти из дома из-за домашнего ареста. Виолетта рассказывает Томасу о боязни первого поцелуя. Тот приглашает её ещё раз на свидание. Ольга не верит в то, что в доме завёлся призрак, пока сама не принимает Матиаса за Марию. К Анжи приезжает её мама. |                 |                                     |                      |                   |
| 26 | 26              | «Капкан»                            | 18 июня 2012         | 28 ноября 2012    |
| Виолетта без ума от предстоящего свидания с Томасом. Леон негодует. Матиас понимает, что вся эта возня с призраком Марии в доме лишь ему на руку, и начинает разыгрывать представления, переодевшись в якобы Марию. Виолетта устраивает в доме пижамную вечеринку с Камиллой и Франческой. Анжи врёт Анхелике, своей маме, про Виолетту. Но понимает, что скрывать это с каждым разом всё сложнее - мама постоянно проходит рядом с Виолеттой. Грегорио не нравится, что все вокруг сосредоточены на маэстро Самбрано. И тогда он решает дать мальчишке "дельный" совет - нужно бросить всё это дело и стать обычным ребёнком, что он, собственно, и делает, отчасти из-за любви к Ангус, сестре Томаса. Людмила узнаёт о свидании Виолетты и Томаса. Андрес пытается объяснить Лаурите, что Макси не любит Андреа, но та убеждается в обратном. Джейд боится оставаться одна. Она говорит Герману, что хочет переехать, но тот думает, что она не в себе. Тогда Джейд решает, что лучше будет продать дом. Матиас не желает этого допустить и придумывает новый план. Людмила приводит в действие свой коварный план - отсылает якобы от лица Томаса сообщение Виолетте о том, что свидания не будет. |                 |                                     |                      |                   |
| 27 | 27              | «Невезение»                         | 19 июня 2012         | 29 ноября 2012    |
| Матиас в лице призрака Марии просит Джейд стать добрее к близким. Мама Анжи узнаёт всю правду о своей внучке. Людмила всё больше отдаляет Томаса и Виолетту своими планами. Маэстро Самбрано ещё пытается подружиться с Агус. Андреа наконец понимает, что Макси отталкивает её. Ребята предлагают свою помощь в идее со спектаклем. Анжи убеждает маму, что нужно подождать, прежде чем рассказывать всё Виолетте. После того как Грегорио обижает маэстро Самбрано и вновь высказывает своё недовольство по поводу спектакля, Антонио советует сходить к психологу. Франческа разъясняет Виолетте, что Томас не отменял свидание и ждал её, но та не хочет верить. Антонио понимает, что идёт на риск, ставя спектакль, но в конце концов соглашается. История маэстро Самбрано и Агус заканчивается - девочка ответила взаимностью. Леон поёт песню с Виолеттой, и Томасу это не нравится. |                 |                                     |                      |                   |
| 28 | 28              | «Спор»                              | 20 июня 2012         | 3 декабря 2012    |
| Джейд уговаривает Германа, чтобы тот разрешил пожить Матиасу несколько дней в доме, чтобы уладить предсвадебные хлопоты. Макси видит Андреа в новом амплуа и сразу же влюбляется, но та уже встречается с Андресом. Виолетта запуталась и не знает, кто ей больше подходит - Томас или Леон. Анхелика следит за своей внучкой. Матиас подшучивает над Джейд и Ольгой, делая их своей свитой. Томас и Виолетта выясняют насчёт несостоявшегося свидания и понимают, что это не повод друг друга избегать. Людмила пытается подкупить Пабло, чтобы играть главную роль в спектакле. Виолетта решает не встречаться ни с Леоном, ни с Томасом. Грегорио идёт к психологу и понимает его советы совсем не так, как нужно. Анжи собирается рассказать Герману всю правду, но тот воспринимает это как признание в любви. |                 |                                     |                      |                   |
| 29 | 29              | «Несчастье»                         | 21 июня 2012         | 4 декабря 2012    |
| Бабушка Виолетты оставляет ей шарф, но не раскрывает правду. Людмила с Леоном придумывают новый план, как разлучить Томаса и Виолетту. Матиас должен выплатить залог в 15 тысяч песо, чтобы выйти на свободу. Виолетта отказывается от нового свидания с Томасом - у них всё идёт наперекосяк. Анжи снова просит маму не спешить с признанием. Леон подаёт Виолетте знаки внимания, и об этом узнаёт Томас. Андреа всё ещё влюблена в Макси, но этого никто не видит, кроме него. Ромальо случайно отдаёт залог за Матиаса, думая, что отдаёт его за организацию банкета. Грегорио на грани нервного срыва из-за предстоящего спектакля, и даже сеансы у психолога ему не помогают. Герман избегает Анжи в связи с последними событиями. Виолетта понимает, что с Леоном ей лучше, чем с Томасом, и заявляет второму, что встречается. Андреа целуется с Макси. Герман встречает Анхелику. Виолетта понимает, что всё ещё не может забыть Томаса. |                 |                                     |                      |                   |
| 30 | 30              | «Предостережение»                   | 22 июня 2012         | 5 декабря 2012    |
| Анхелика не раскрывает правду об Анжи, но и Герман против её встречи с Виолеттой. Ребята считают, что Макси решил отбить девушку у Андреса. Герман хочет увезти Виолетту из города, и пока решает просто оставить её дома на пару дней. В Студии проводится кастинг для спектакля. Герман просит никому не рассказывать Виолетте о поездке в Дубай. Виолетта сначала не решается пройти прослушивание, но затем соглашается. Камилла просит Франческу устроить представление в "РестоБаре" для сбора средств на спектакль. Макси зовёт Андреа на свидание. Матиас с помощью призрака Марии просит Джейд не покидать дом. Андреа рассказывает Макси, что специально сделала так, чтобы он её ревновал. Герман встречается в отеле с Анхеликой. Виолетта напоминает Томасу о сорвавшемся свидании. |                 |                                     |                      |                   |
| 31 | 31              | «Соревнование»                      | 25 июня 2012         | 6 декабря 2012    |
| Андреа бросает и Макси, и Андреса. Герман решает рассказать всю правду Виолетте, но в итоге понимает, что нужно ещё время. Джейд игнорирует угрозы призрака Марии и расстраивается, что поездка в Дубай отменяется. Андрес скучает по Андреа, а тем временем ребята думают, как собрать средства на спектакль. Леон желает Виолетте удачи на кастинге. Матиас просит больше денег на банкет для свадьбы, хотя на самом деле вовсе не на банкет. Людмила просит Нати отказаться от кастинга. Камилла не проходит кастинг и решает уйти из Студии. Прослушивание проходят Людмила и Виолетта, но на главную роль выбирают Людмилу. Виолетта идёт на свидание с Томасом, но тот сообщает, что уезжает в Испанию. |                 |                                     |                      |                   |
| 32 | 32              | «Отягощение»                        | 26 июня 2012         | 10 декабря 2012   |
| Герман не хочет, чтобы Виолетта пела. Камилла устраивается работать официанткой в "РестоБар", но вскоре понимает, что не может без Студии. Томаса на спектакле заменит Леон. Пабло и Анжи ссорятся, в ходе чего Ромальо узнаёт, что они не жених и невеста. Виолетта говорит Томасу, что не сможет его забыть, даже если тот уедет. Джейд и "Мария" становятся подругами. Камилла возвращается в Студию. Сеансы у психолога не приносят Грегорио никакой пользы. Анжи извиняется перед Пабло. Людмила случайно падает на репетиции танца из-за шариков, которые подсыпал Андрес. Анжи, Герман и Виолетта хотят признаться во всём друг другу. |                 |                                     |                      |                   |
| 33 | 33              | «Затруднение»                       | 27 июня 2012         | 11 декабря 2012   |
| В итоге Герман, Анжи и Виолетта ни в чём не признаются. Леон от капризов Людмилы срывает репетицию. Так как Томас уезжает в Испанию только через месяц, его назначают на главную роль в спектакле вместо Леона. Камилла и Франческа предлагают идею по сбору средств на спектакль - участие музыкальных групп в "РестоБаре", и её одобряют. Андрес устраивает новую пакость Людмиле - опрокидывает на неё ведро с краской. Анжи врёт Герману, что собирается выйти замуж за Пабло, но Ромальо узнаёт, что это не так. Томас не хочет видеть Виолетту, чтобы не страдать, но в итоге они вместе на сцене поют песню, в связи с чем тот понимает, что всё ещё влюблён. Анжи специально целует Пабло на глазах у Германа. Грегорио застаёт Андреса с поличным. |                 |                                     |                      |                   |
| 34 | 34              | «Первый поцелуй»                    | 28 июня 2012         | 12 декабря 2012   |
| Грегорио берёт Андреса себе в помощники. Анжи пытается избегать Пабло, но не выходит. Виолетта сообщает Анжи, что хотела бы, чтобы та была вместе с папой. Нати знакомится с Густаво - парнем, который ей нравится. В "РестоБаре" устраивается концерт по случаю сбора средств на спектакль. Грегорио предлагает Андресу тайно проникнуть в студию и выкрасть деньги на спектакль, но тот отказывается, и тогда Грегорио сам пытается это сделать, но его застают с поличным Антонио и Пабло. Ромальо хочет доказать Джейд, что призраков не существует, и для этого переодевается в Марию, но так происходит, что обе "Марии" оказываются в одном месте в одно время. У Виолетты и Леона - первый поцелуй. |                 |                                     |                      |                   |
| 35 | 35              | «И снова проблемы»                  | 29 июня 2012         | 13 декабря 2012   |
| Матиас, Джейд и Ромальо навсегда закрывают тему с привидениями. Джейд встречает Пабло с Анжи и узнаёт, что они больше не пара. Густаво ухаживает за Людмилой. Виолетта признаётся папе, что встречается с Леоном. Джейд советует Анжи помириться с Пабло, чтобы не мешать роману с Германом. Людмила просит своего отца помочь найти работу отцу Томаса. Но и Виолетта в то же самое время просит своего отца то же самое. Людмила успевает быстрее. Герман предполагает, что Анжи скрывает свою любовь к нему. Денег, собранных с выступления в "РестоБаре", не хватает, чтобы покрыть все расходы на спектакль, и Антонио решает его отменить. |                 |                                     |                      |                   |
| 36 | 36              | «Обман»                             | 2 июля 2012          | 17 декабря 2012   |
| Томас остаётся в Буэнос-Айресе. Джейд закатывает Герману скандал, что не выйдет за того, кто её не любит. Томас обижен на Виолетту из-за подставы Людмилы, а также из-за поцелуя с Леоном. Ребята расстраиваются, что спектакль не состоится, и пытаются всеми усилиями придумать, как можно собрать средства. И решают, что кроме как обманом дело не решить. Ромальо выдаёт себя за бизнесмена, чтобы Антонио принял деньги Пабло для спектакля. И несмотря на то, что в последний момент всё срывается, спектакль всё равно состоится. Герман сообщает Джейд, что между ними всё кончено. |                 |                                     |                      |                   |
| 37 | 37              | «Проблема»                          | 3 июля 2012          | 18 декабря 2012   |
| Джейд не готова смириться с отменой помолвки. Ребята замечают, что с "РестоБаром" что-то не так - Луко уволил всех сотрудников и забыл заплатить за учёбу Франчески. Людмила устраивает очередной скандал Виолетте. Нати узнаёт, что Густаво использовал её, чтобы поближе подобраться к Людмиле. Грегорио продолжает неправильно истолковывать слова психолога. В дом Германа заявляются охотники за привидениями по просьбе Ольги, которые на самом деле мошенники. "Мария" вступает в бой. Виолетта боится участвовать в шоу из-за отца. Герман признаётся Анжи, что влюблён в неё. Томас и Людмила начинают встречаться. Камилла понимает, что у "РестоБара" финансовые проблемы. Джейд узнаёт, что Виолетта учится в Студии. |                 |                                     |                      |                   |
| 38 | 38              | «Ультиматум»                        | 4 июля 2012          | 19 декабря 2012   |
| Анжи увольняется. Джейд шантажирует Виолетту - либо Джейд рассказывает отцу, что учится в Студии, либо Виолетта говорит, что за них счастлива. Ребята соглашаются помогать "РестоБару", чтобы остаться на плаву с финансами, но ничего не выходит. Охотники за привидениями снова возвращаются, чтобы поймать Марию, но в итоге её ловит Ромальо. Томас случайно подворачивает ногу, и Грегорио понимает, что это идеальный шанс отстранить его от участия в спектакле. Герман сообщает о помолвке с Джейд, которая состоится в ту же дату, что и спектакль. Анжи показывает Виолетте сцену театра и говорит, что нужно бороться за свою мечту. |                 |                                     |                      |                   |
| 39 | 39              | «Спектакль под угрозой»             | 5 июля 2012          | 20 декабря 2012   |
| Из-за личных проблем Виолетта не сможет участвовать в спектакле, и Антонио проводит набор на замену. Нати записывается, но Людмила её вычёркивает. Ромальо разоблачает охотников за привидениями. Анжи пытается рассказать Герману всю правду, но Джейд её прогоняет, когда видит в доме. Ребята репетируют в театре, а тем временем Грегорио вновь общается с психологом и, конечно же, снова ничего не понимает. Томас признаётся Виолетте, что не может её забыть. Герман видит, как Пабло и Анжи целуются, и возвращается к Джейд. К Людмиле вновь пристают с контрактом - для того, чтобы избавиться от него, необходим рекламный тур, а он прямо во время премьеры спектакля. |                 |                                     |                      |                   |
| 40 | 40              | «Музыка зовёт»                      | 6 июля 2012          | 21 декабря 2012   |
| Ребята ужасно волнуются перед спектаклем. Людмилу забирают на рекламу корма силой. Виолетта не может поставить свою мечту выше счастья отца, поэтому решает не идти на спектакль. Грегорио вызванивает Пабло и инсценирует сцену с Анжи, чтобы тот покинул театр. Помолвка Джейд срывается - Виолетта всё-таки убегает на концерт, Анжи пытается сказать Герману правду, а Грегорио срывает спектакль, изменяя систему установки декораций. |                 |                                     |                      |                   |
| 41 | 41              | «Скажи, если сможешь»               | 3 сентября 2012      | TBA               |
| 42 | 42              | «Соглашение»                        | 4 сентября 2012      | TBA               |
| 43 | 43              | «Плохое разделение»                 | 5 сентября 2012      | TBA               |
| 44 | 44              | «Тяжкая удача»                      | 6 сентября 2012      | TBA               |
| 45 | 45              | «Страх»                             | 7 сентября 2012      | TBA               |
| 46 | 46              | «Злоба Франчески»                   | 10 сентября 2012     | TBA               |
| 47 | 47              | «Поцелуи на день рождения»          | 11 сентября 2012     | TBA               |
| 48 | 48              | «Пират или принцесса?»              | 12 сентября 2012     | TBA               |
| 49 | 49              | «Недопонимания»                     | 13 сентября 2012     | TBA               |
| 50 | 50              | «Дуэты»                             | 14 сентября 2012     | TBA               |
| 51 | 51              | «Дуэль»                             | 17 сентября 2012     | TBA               |
| 52 | 52              | «Официальный приём всех опасностей» | 18 сентября 2012     | TBA               |
| 53 | 53              | «Вверх тормашками»                  | 19 сентября 2012     | TBA               |
| 54 | 54              | «Взаперти»                          | 20 сентября 2012     | TBA               |
| 55 | 55              | «Реалити-шоу»                       | 21 сентября 2012     | TBA               |
| 56 | 56              | «Максата»                           | 24 сентября 2012     | TBA               |
| 57 | 57              | «Федерико»                          | 25 сентября 2012     | TBA               |
| 58 | 58              | «Рождённая блистать»                | 26 сентября 2012     | TBA               |
| 59 | 59              | «Посвящение»                        | 27 сентября 2012     | TBA               |
| 60 | 60              | «Таланты 21»                        | 28 сентября 2012     | TBA               |
| 61 | 61              | «Наблюдение повсюду (Часть 1)»      | 1 октября 2012       | TBA               |
| 62 | 62              | «Наблюдение повсюду (Часть 2)»      | 2 октября 2012       | TBA               |
| 63 | 63              | «Популярность»                      | 3 октября 2012       | TBA               |
| Анжи собирается рассказать Виолетте правду о том, что она - её тётя, но видеозапись с камеры вовремя изымают, и та не всё же не признаётся. Антонио собирается закрыть шоу, но в последний момент передумывает, так как Грегорио и Маротти его убеждают. Папа Джейн собирается украсть 5 миллионов у Германа, и на самом деле он совсем не изменился. Людмила задумывает план и монтирует видео с Виолеттой так, чтобы против неё были настроены все её фанаты. Ребята понимают, что их провоцируют ради рейтинга сайта. Ольга настолько увлеклась просмотром шоу, что совсем забыла о домашних обязанностях. Бродвей признаётся Ками, что она ему нравится. Матиас застукивает папу за заменой чемодана. Федерико признаётся Виолетте, что больше не может скрывать свои чувства. |                 |                                     |                      |                   |
| 64 | 64              | «Голосование, что изменит всё»      | 4 октября 2012       | TBA               |
| В чемодане обнаруживаются не деньги, а бутерброды, но Матиас не хочет верить в такую шутку. Он всё ещё подозревает своего папу в краже денег у Германа. Герман говорит с Анжи о своих чувствах, но та всё отрицает. Джейн догадывается о том, что её папа крадёт деньги у Германа, но тот говорит, что готов ради неё на всё. Грегорио просит Бродвея подставить Федерико. Фанаты отрицательно теперь относятся к Виолетте из-за видео, выставившего её в плохом свете. Виолетта записывает видео, в котором извиняется перед своими зрителями. Джейд вызывает инспектора полиции в дом. В полуфинал попадают Людмила, Леон, Федерико и Томас. |                 |                                     |                      |                   |
| 65 | 65              | «В жизни всё меняется»              | 5 октября 2012       | TBA               |
| Ребята разоблачают Людмилу, выкладывая полный видеоролик с Виолеттой, и справедливость восстанавливается. Джейд ставит условие отцу, чтобы тот уходил из дома, иначе она его сдаст полиции. Камилла разочарована в Бродвее из-за его уговора с Грегорио. Леон уходит из реалити ради того, чтобы вернули Виолетту, но та не хочет возвращаться. Джейн всё же оставляет своего папу дома из-за жалости, а тот всё ещё планирует украсть деньги у Германа. |                 |                                     |                      |                   |
| 66 | 66              | «Собственная ловушка»               | 8 октября 2012       | TBA               |
| Виолетта всё же возвращается в реалити. Людмиле подстраивают пакость в шкафчик, и Антонио намерен выяснить, кто за этим стоит. Тем временем голосование за финалистов будет идти от всех участников конкурса, и Людмила просит всех проголосовать за неё. Томас проводит больше времени с Франческой. Людмилу опять обливают, но на этот раз пеной, не водой. Виолетта просит отца выяснить что-то насчёт её тёти, но пока безуспешно. Камилла признается, что это она поставила в воду шкафчик Людмилы, и это слышит Бродвей. Франческа признаётся Томасу, что он ей нравится. Ромальо узнаёт, что Анжи - тётя Виолетты. |                 |                                     |                      |                   |
| 67 | 67              | «Кастильо без крыльев»              | 9 октября 2012       | TBA               |
| Ромальо не собирается рассказывать правду Герману, а решает хранить пока всё в секрете. Людмила подсовывает блох в дом Виолетты. Бродвей рассказывает Грегорио, что это он поставил воду в шкафчик, и мирится с Камиллой. Папа Джейн и Матиаса уезжает из дома, всё-таки ограбив Германа. |                 |                                     |                      |                   |
| 68 | 68              | «Манипуляция»                       | 10 октября 2012      | TBA               |
| В финал реалити выходят Людмила и Федерико. В краже денег подозревают Матиаса, и его забирает полиция. Тот прикрывает Джейд, чтобы их свадьба с Германом не расстроилась. Виолетта слышит отрывок разговора Леона и Людмилы, и думает, что тот ранит её. Франческа и Томас собираются встречаться, но из-за Виолетты всё не так просто. Из-за сцены ревности Ромальо приходится рассказать Ольге, что Анжи - тётя Виолетты. Виолетта с Франческой ссорятся из-за Томаса. Джейд опять шантажирует Виолетту, чтобы она не рассказала о том, что та не самом деле знает об аресте Матиаса. Анжи целует Германа ради того, чтобы тот не увидел Виолетту в студии. |                 |                                     |                      |                   |
| 69 | 69              | «Дилемма»                           | 11 октября 2012      | TBA               |
| Пабло узнает о поцелуе Анжи и решает с ней расстаться. Джейд устраивает дефиле и выманивает туда Виолетту, чтобы та не выступила в финале, но та тайно сбегает. Людмила решает вновь попытать счастья с Леоном. Анжи тем временем пытается отрицать свои чувства к Герману. Грегорио всё ещё не оставляет надежды выгнать Федерико из реалити. |                 |                                     |                      |                   |
| 70 | 70              | «Виолетта победила?»                | 12 октября 2012      | TBA               |
| Герман обижается на Виолетту из-за того, что та сбежала из дома, притворившись больной. Джейд узнает, что Герман не хочет на ней жениться. Грегорио подтасовывает результаты голосования, но в итоге в реалити побеждает Федерико. Людмила крадёт кассету с записью секрета Анжи, и Виолетта наконец узнаёт, кто её тётя. |                 |                                     |                      |                   |
| 71 | 71              | «Правда об Анжи раскрывается»       | 15 октября 2012      | TBA               |
| Антонио оставляет Грегорио в студии как преподавателя, но уже не как директора. Герман всё не может сказать правду Джейд, что любит Анжи. Людмилу отстраняют от занятий на три дня из-за выходки с кассетой. Напо и Макси пытаются найти себе девушек, но ничего не выходит. Джейд просит Матиаса покинуть дом, чтобы тот не мешал предстоящей свадьбе. Анжи с Виолеттой решают хранить секрет и пока ничего не рассказывать Герману. Людмила всеми способами пытается проникнуть в студию на занятия. Пабло вновь возглавляет студию, а Федерико уезжает в Италию. Виолетта признаётся отцу, что занимается пением и танцами. |                 |                                     |                      |                   |
| 72 | 72              | «Воспоминания»                      | 16 октября 2012      | TBA               |
| Герман не верит в то, что Виолетта занимается пением и танцами, и считает, что та пошутила. Ками без спроса выкладывает видеоролик с песней ребят, и те жутко злятся по этому поводу. Виолетта специально спрашивает отца про свою тётю и узнаёт, что тот до сих пор ей врёт. Ками понимает, что лучше не лезть в дела группы, но видео, что она выложила, неожиданно оказывается популярным. Виолетта наконец встречается со своей бабушкой. Людмила с помощью Нати узнаёт все новости из студии. Грегорио утверждает, что изменился, однако на самом деле это совсем не так, и он всё такой же, как и всегда. Джейд оставляет Матиаса дома, и выясняется, что полиция прознала о том, что часть украденных денег у Германа пошла на покупку свадебного платья Джейд и игрушечного автодрома. Но им удаётся выпутаться из ситуации. Бабушка Виолетты всё же собирается рассказать правду Герману. |                 |                                     |                      |                   |
| 73 | 73              | «Мы сможем.»                        | 17 октября 2012      | TBA               |
| Бродвей уходит из группы, так как больше не может терпеть нападки в сторону Камиллы. Бабушка даёт время Виолетте до выпускного шоу, чтобы рассказать всю правду Герману. Виолетту и Леону снится во снах одна и та же мелодия, но они оба никак не могут её вспомнить. Людмила всё ещё пытается вернуться в студию во время отстранения от занятий. Бродвей ставит ультиматум ребятам - он вернётся в группу, если те будут слушать Камиллу. Нати и Макси пишут друг другу любовные письма, но Людмила всё меняет в свою пользу. Камилла думает, что Бродвей ушёл из группы, но тот не решился сказать правду. Герман и Анжи вновь целуются. |                 |                                     |                      |                   |
| 74 | 74              | «Храбрость и горечь»                | 18 октября 2012      | TBA               |
| Несмотря на то, что Леону и Виолетте приснилась одна и та же песня, Леон всё же решает держать дистанцию, и пока не сходиться. Виолетта находит утешение в объятиях Томаса. Людмила не прекращает попыток пробраться в студию, будучи отстранённой, а также продолжает строить козни Нати и Макси. Герману предстоит трудное решение - порвать с Джейд и сойтись с Анжи, но он пока не знает, как это сделать. Мама Анжи против её возможного романа с Германом, да и сам Герман не спешит рассказывать дочке правду. Франческа обижается на Томаса из-за того, что тот обнял Виолетту. Ромальо находит работу Матиасу, но тот всё ещё не желает работать, а вот Джейд совсем не против, чтобы её брат наконец ушёл из дома. У Матиаса тем временем возникают подозрения, что между Германом и Анжи что-то есть. Герман говорит Джейд, что между ними всё кончено. Франческа мирится с Виолеттой и понимает, что это всё из-за ревности. Нати узнает о проделках Людмилы с подставным письмом к Макси. Томас и Франческа решают расстаться из-за последних событий. Матиас и Джейд узнают, что Анжи - тётя Виолетты.                                                                                   |                 |                                     |                      |                   |
| 75 | 75              | «Никаких отсрочек Джейд»            | 19 октября 2012      | TBA               |
| Нати и Макси наконец сближаются. Камилла считает, что у Виолетты ещё не прошли до конца чувства к Томасу. Герман узнает со слов Матиаса и Джейд, что Анжи - тётя Виолетты, и их отношения рушатся. Виолетта ссорится со своим отцом, а Анжи приходится уйти из дома. Леон всё ещё не хочет встречаться с Виолеттой и считает, что такие отношения для него - пытка. Камилла узнаёт, что Бродвей всё ещё состоит в группе, и вне себя от лжи. Людмила снова пытается расстроить Макси с Нати. Герман предлагает Джейд жениться, потому что понимает, что она - единственная, которая его никогда не обманывала. Томас вновь пытается сблизиться с Виолеттой. |                 |                                     |                      |                   |
| 76 | 76              | «Трудный выбор»                     | 22 октября 2012      | TBA               |
| Виолетта отстраняется от Томаса, и это видит Франческа. Герман хочет сыграть свадьбу с Джейд как можно скорее и в узком семейном кругу, но Виолетта хочет пригласить тётю и бабушку. Ольга хочет уехать из дома, пока Джейд не стала женой Германа, но Ромальо её отговаривает. Франческа и Томас остались друзьями, но решают поддерживать связь друг с другом. Джейд угрожает сдать Виолетту в интернат при любом удобном случае, но она не воспринимает её угрозы. Тем временем расследование о краже 5 миллионов не сдвинулось с мёртвой точки. Чтобы больше никаких неприятностей не произошло, Матиас требует у Германа добрачный контракт. А тем временем Герман всё никак не может выбросить Анжи из головы, ровно как и она. Макси и Бродвей тем временем думают, как им вернуть обиженных девушек. Томас снова хочет сблизиться с Виолеттой, но Леон переступает дорогу. |                 |                                     |                      |                   |
| 77 | 77              | «Ультиматум»                        | 23 октября 2012      | TBA               |
| Ромальо и Ольга решают оба уйти из дома Германа, будучи недовольными его намерениями жениться на Джейд. Но оказывается, что Ольге совершенно некуда пойти, и Анжи пока разрешает пожить у неё. К Бродвею приезжает его кузина Валерия, и Камилла думает, что он завёл себе новую девушку. Нати тоже ревнует Макси к Валерии. Джейд угрожает Виолетте, и это слышит Анжи, но Герман никому не желает верить. У студии повесили постер с Виолеттой в центре, и она боится, что это может увидеть её папа. Грегорио снова выступает по поводу того, что преподавательство Пабло играет важную роль в постановке спектакля, а с его мнением не считаются. Леон и Томас тем временем борются за сердце Виолетты, но та решает пока ни с кем не встречаться, потому что следует подготовиться к предстоящему спектаклю. Герман узнаёт, что Виолетта учится в студии. |                 |                                     |                      |                   |
| 78 | 78              | «Прощай, музыка.»                   | 24 октября 2012      | TBA               |
| Джейд все не упускает возможности при любом удобном случае засунуть Виолетту в интернат. Герман запрещает дочке петь, и та не сможет участвовать в выпускном шоу, однако придумывает финальную песню для него. Ребята приходят к Герману, чтобы убедить его разрешить Виолетте выступать на шоу, но тот отказывает. Грегорио не оставляет надежд сорвать шоу и снова выдворить Пабло из студии. Виолетта сбегает из дома, чтобы развеяться. Ее приводит домой Анжи под предлогом помешать свадьбе Германа и Джейд. Людмила устраивает Нати подлянку, чтобы та не участвовала в шоу. Отец навещает Джейд и Матиаса, чтобы поздравить с предстоящим событием, под видом фотографа. Герман в последний момент передумывает и понимает, что любит Анжи. |                 |                                     |                      |                   |
| 79 | 79              | «Поцелуй Виолетты и Томаса»         | 25 октября 2012      | TBA               |
| Нати не сможет участвовать в шоу из-за травмы ноги, а Макси думает, что это сделала Людмила. Герман узнает, что Джейд скрывала от него то, что Виолетта учится в студии, и предлагает расстаться с ней, выполнив все обещания по поводу квартиры и машины с работой. Но Джейд этого мало. Она решает проучить Анжи. Герман решает увезти Виолетту из города. Людмилу застают с поличным и отстраняют от шоу. Грегорио придумывает план, как сорвать шоу. Виолетта прощается с друзьями из студии, и случайно сталкивается с Томасом по пути домой, и они целуются. |                 |                                     |                      |                   |
| 80 | 80              | «В моём мире»                       | 26 октября 2012      | TBA               |
| Джейд берёт Анжи в заложники, и Герман с Пабло принимаются её спасать. В итоге полиция отвозит Джейд и Матиаса в участок за похищение. Виолетта прощается со своими друзьями, тётей, бабушкой, и с Томасом и Леоном. Она решает не выбрать в итоге никого из них. Грегорио собирается вновь испортить шоу, но о его планах узнают Пабло с Антонио, и он получает по заслугам. Анжи на прощание с Германом подкладывает в его сумку плеер с песней Виолетты. Герман в последний момент передумывает и везёт Виолетту на шоу. Людмила раскаивается за свои поступки, и вместе со всеми участвует в спектакле. |                 |                                     |                      |                   |

### Второй сезон (2013)
}}

}}

| Номер серии | Номер по сезону | Название серии             | Премьера в Аргентине | Премьера в России |
| --- | --------------- | -------------------------- | -------------------- | ----------------- |
| 81 | 1               | «Возвращение»              | 29 апреля 2013       | TBA               |
| Начинается новый год в студии, и все возвращаются с каникул. Леон занимается автогонками, чтобы хоть как-то забыть Виолетту, помня о её решении, что она никого не выбрала. Людмила никак не изменилась, и всё так же таскает Нати у себя в помощниках. Камилла обижена на Бродвея, что он снова её обманул (и не уезжает обратно в Бразилию). В студии устраивается грандиозная вечеринка Юмикса. Отношения Германа и Анжи застряли, потому что Герман всё никак не может сделать первый шаг. Матиас и Джейд теперь живут в пансионе и без гроша за душой, но Матиас всё не оставляет желания выкрасть у Германа миллионы, в то время как Джейд до сих пор думает о нём. В студию на замену Грегорио приходит племянница Антонио — Джаки. Тем временем Грегорио посещает психолога, но всегда не так понимает его советы, и все ещё планирует расквитаться со студией. На вечеринке Виолетта встречает Диего. |                 |                            |                      |                   |
| 82 | 2               | «Новая любовь»             | 30 апреля 2013       | TBA               |
| Герман забирает Виолетту с вечеринки домой. Джейд хочет стать похожей на Марию, чтобы снова влюбить в себя Германа, и пробирается в его дом, чтобы выкрасть дневник Марии. Грегорио пытается пробраться в студию, чтобы осуществить свои коварные планы. В связи с сотрудничеством Юмикса, студия меняет название на OnBeat Studio вместо Studio 21 — ребят ждёт ещё больше шансов стать успешными и вырасти как творческие личности. Камилла всё ещё дуется на Бродвея за обман, а Людмила всё так же не хочет, чтобы Макси и Нати были вместе. Герман хочет уехать за Виолеттой в караоке-бар, потому что считает, что она всё ещё мала. Молодой человек по имени Марко знакомится с Франческой и заявляет, что он её поклонник. Диего хочет нахальным образом завоевать сердце Виолетты, а та поёт в караоке вместе с Леоном. |                 |                            |                      |                   |
| 83 | 3               | «Новая тайна»              | 1 мая 2013           | TBA               |
| Диего исполняет песню для Виолетты прямо на сцене, и Леон вне себя от ревности. Джейд крадёт дневник Марии и пытается с помощью цитат оттуда стать на неё похожей. Герман допрашивает Виолетту по поводу её присутствия в караоке-баре, так как не смог поехать за ней. Бето оказывает знаки внимания Джаки, но очень труслив, поэтому у него происходят лишь попытки. Грегорио продолжает подсматривать работу ребят и нового педагога Джаки, отчего расходится слух, будто в студии живёт привидение. Джаки устраивает соревнование в танце между Людмилой и Виолеттой, и Анжи недовольна её педагогическими решениями. Леон и Виолетта ссорятся из-за Диего. Тем временем тот ищет встречи с Виолеттой и навлекает на себя гнев Германа. Марко предлагает Франческе встречаться, и она соглашается. Джаки планирует заставить Антонио продать студию, и думает, что это всего лишь вопрос времени. |                 |                            |                      |                   |
| 84 | 4               | «Поспешное решение»        | 2 мая 2013           | TBA               |
| Франческа и Камилла ссорятся, потому что Франческа обнимала Бродвея. Анжи высказывается Герману о том, что ревнует Пабло к Джаки, и Герман успокаивает её. Грегорио старается показать Джаки свой танец через Андреса и узнать её реакцию, но тот всё проваливает. Марко не отвечает на звонки Франчески, и когда наконец объявляется, предлагает быть вместе. Из-за ссоры Макси с Бродвеем репетиции группы решают остановить: в итоге группы Леон-Макси-Бродвей больше не существует. Джейд нанимает профессиональную актрису на роль Марии — ею оказывается Эсмеральда. Правда, ей пришлось заплатить сбережениями Матиаса. Диего приходит в студию к Виолетте, чтобы поговорить, но в разговор встревает Леон. |                 |                            |                      |                   |
| 85 | 5               | «Договор»                  | 3 мая 2013           | TBA               |
| Анжи волнуется, что Виолетте она скоро будет не нужна, как и всем остальным. Диджей, ученик по обмену на пару недель в студии, пытается сблизиться с Камиллой по наставлению Людмилы, но Камилла его избегает. Эсмеральда должна влюбить в себя Германа, бросить его и обокрасть, и понемногу она начинает воплощать этот план в жизнь по заказу Джейд. Анжи принимает решение уйти из дома, потому что Виолетта уже выросла, и больше ей оставаться там незачем. Виолетта хочет поговорить с Леоном о своих чувствах, но как всегда ей мешает Диего. |                 |                            |                      |                   |
| 86 | 6               | «Реванш»                   | 6 мая 2013           | TBA               |
| Грегорио умоляет Антонио вернуться в студию, и тот возвращает его на должность педагога, но на испытательный срок. Леон вывихнул ногу на гонках, и ему придется несколько дней отлежаться. Диего всё пытается заговорить с Виолеттой, но та его и слушать не желает. Анжи уходит из дома, и Герман отпускает её. Между Грегорио и Джаки возникают напряжённые отношения — у каждого из них свои методы обучения. Бето дарит Джаки подарок, но та думает, что это от Пабло. Анжи приходит в дом к Герману и видит его с Эсмеральдой. |                 |                            |                      |                   |
| 87 | 7               | «Голос»                    | 7 мая 2013           | TBA               |
| Камиллу с Диджеем запирают в кладовке (как и обычно, это дело рук Людмилы). Бродвей решает с Камиллой больше не встречаться. Эсмеральда специально заманила Анжи в дом, чтобы она ревновала Германа. Джаки оказывает знаки внимания Пабло. Герман просит Анжи вернуться обратно, но ради Виолетты, и получает согласие. Франческа теперь встречается с Марко, но предлагает не спешить в отношениях. Диего написал кусочек песни для Виолетты, но Леон об этом не знает. Людмила все ещё пытается отговорить Макси встречаться с Нати. Эсмеральда успешно продолжает выполнять план по заполучению Германа, что даже Джейд в это верит. |                 |                            |                      |                   |
| 88 | 8               | «Новый зал»                | 8 мая 2013           | TBA               |
| Пабло принимает чувства Джаки, но хочет пока держать это в тайне от преподавателей и всех остальных. Начинается приём новых учеников в студию. Виолетта расстроена из-за потери дневника Марии, а Эсмеральда планирует вовремя его вернуть обратно. Матиас планирует вставить в компьютер Германа вирус — червячка Тутти, который уведёт все средства с его счетов. Студию навещает мэр города вместе с дочерью Эммой, которая оказывает знаки внимания Андресу. Камилла случайно говорит Леону, что строчку для песни Виолетте сочинил Диего, и ссорятся все между собой. |                 |                            |                      |                   |
| 89 | 9               | «Аккомпанемент»            | 9 мая 2013           | TBA               |
| Ромальо предлагает Матиасу найти работу, чтобы им обоим с сестрой не было так тяжело. Все ребята мирятся, показывая концерт перед мэром города. Эмма рассказывает о своих чувствах Андресу. Франческа предлагает Марко поступить учиться в студию. Ребята прощаются с Диджеем, который уходит из студии. Людмила старается подружиться с Виолеттой ради собственных корыстных целей. Бето пишет Джаки стихи, но она их не оценивает. Диджей планирует вернуться и поступить в студию на учебу. Эсмеральда возвращает дневник Марии и постепенно сближается с Германом. Джаки целует Пабло, и это видит Анжи. Диего снова встречается с Виолеттой в классе. |                 |                            |                      |                   |
| 90 | 10              | «Небезопасность»           | 10 мая 2013          | TBA               |
| Андрес идёт на свидание с Эммой, но её охранник Кардосо против их отношений. Анжи срывает свою ревность к Пабло на Германа. Франческа и Камилла мирятся и решают устроить дома у Виолетты пижамную вечеринку. Диего приходит послушать выступление Виолетты и сталкивается с Леоном. Они оба снова ссорятся. Людмила подстраивает анонимное сообщение, и вечеринка проходит дома у Виолетты. План по снятию денег со счетов Германа прошёл успешно, но Джейд всё равно каждый раз пытается помешать ему и Эсмеральде. |                 |                            |                      |                   |
| 91 | 11              | «Звезда»                   | 13 мая 2013          | TBA               |
| Телохранитель Эммы, Кардосо, влюбляется в Ольгу. Герман узнает о неожиданной вечеринке, и Виолетта планирует узнать, кто её подставил. Марко планирует поступать в студию на учебу. В гости к Антонио приезжает Бриджит Мендлер, чтобы исполнить пару песен и показать ребятам своё творчество. Ромальо сообщает Герману, что все счета с его банках опустошены. Грегорио предлагает Бето сменить имидж, чтобы тот понравился Джаки, но тот целует совершенно не ту девушку, потому что его новый имидж не предполагал очков. Диего назначает Виолетту встречу в баре, но та отказывается от отношений. Германа задерживает полиция за сфабрикованные планы, что подложила ему Эсмеральда. |                 |                            |                      |                   |
| 92 | 12              | «Конец»                    | 14 мая 2013          | TBA               |
| Джейд наведывается в полицейский участок к Герману, чтобы успокоить его, но встречает сопротивление в виде Анжи. Кардосо просит Андреса свести его с Ольгой, но та говорит, что её сердце уже занято. Германа освобождают из полиции, и Эсмеральда оказывает ему посильную помощь в этом. Леон возвращается к Виолетте, но Диего планирует поступать на учебу в студию. Ольга всё же встречается с Кардосо. Эсмеральда понимает, что теперь всё в её руках, и шантажирует Матиаса, чтобы попросить прибавку в 10 раз больше. |                 |                            |                      |                   |
| 93 | 13              | «Война»                    | 15 мая 2013          | TBA               |
| Диего продолжает встревать между Леоном и Виолеттой. Кардосо дарит Ольге букет цветов, а Ромальо ревнует. Анжи расстроена, что совсем отдаляется от Германа. Матиас в ответ шантажирует Эсмеральду, и их план не меняется. На мотогонку, где участвует Леон, приедет важный спонсор, и ему придется выбирать — мотокросс или студия. Германа хотят арестовать, но ему не придётся сидеть в тюрьме, если он заплатит за залог. |                 |                            |                      |                   |
| 94 | 14              | «Хочешь вернуться?»        | 16 мая 2013          | TBA               |
| Герману не у кого взять в долг, чтобы внести залог. Диего не теряет возможностей заполучить Виолетту, несмотря на то, что она с Леоном. Анжи не нравится, как быстро Эсмеральда и Герман сблизились друг с другом. Герман видит, как Леон и Виолетта чуть не целуются, и закатывает скандал. Эмма не хочет больше встречаться с Андресом, так как уволился Кардосо, чтобы проводить больше времени с Ольгой. Марко и Диего поступают в студию, но не Диджей. Эсмеральда проникает в дом Германа и стирает следы кражи денег с его компьютера. |                 |                            |                      |                   |
| 95 | 15              | «Сияние»                   | 17 мая 2013          | TBA               |
| Матиас выкупает свою машину, несмотря на то, что они должны не трогать украденные деньги Германа, чтобы их не спалили. Анжи что-то подозревает насчёт Эсмеральды. Кардосо заменяет Ольгу на кухне и встревает между ней и Ромальо. Германа снова отводят в суд для дачи показаний из-за стёртой информации в ноутбуке. Пабло придумывает номер между Диего и Виолеттой с поцелуем на сцене, но Виолетта против. Анжи сбегает с уроков к Герману в полицейский участок и предупреждает Джаки, но та ничего не говорит Пабло. Леон ведет Виолетту на свидание. Эсмеральда целует Германа в полицейском участке. |                 |                            |                      |                   |
| 96 | 16              | «Известность»              | 20 мая 2013          | TBA               |
| Германа выпускают, но он отдаёт под залог свой дом. Пабло увольняет Анжи из студии за прогулы. Диджея нанимают в студию помощником Бето. Кардосо признается Андресу, что не хочет, чтобы рядом с Эммой был какой-либо парень. Виолетта решает уйти из студии из-за семейных проблем. Ольга и Анжи подозревают Эсмеральду в последних событиях. Диего приходит к Виолетте поддержать её, но в то же время к ней приходит и Леон. Анжи высказывает свои подозрения Герману по поводу Эсмеральды, но тот и слушать ничего не хочет. Грегорио угрожает Джаки рассказать о том, что она умолчала про уход Анжи с урока. Андрес спасает Эмму от неприятной ситуации и объявляет её своим телохранителем. Герману с Виолеттой приходится освободить дом и пожить некоторое время в отеле. |                 |                            |                      |                   |
| 97 | 17              | «Пакость»                  | 21 мая 2013          | TBA               |
| Эсмеральда вносит залог за дом, и Герман с Виолеттой возвращаются обратно. Теперь Эсмеральда живёт вместе с ними. Камилла встречает фитнес-инструктора Симона и проникается к нему симпатией, отчего втягивает Франческу на занятия в спортзале. Но у него уже есть жена, и Камилла разочарована. Антонио возвращает Анжи в студию. Также он помогает Виолетте со стипендией, и та спокойно может обучаться в студии по просьбе Анжи. Но у Эсмеральды есть планы, как убрать её с пути, если она будет мешать. Ромальо следит за Ольгой и Кардосо, потому что ему она небезразлична. Виолетта решает отдать участие в шоу Людмиле, потому что не хочет работать с Диего вместе, но та отказывается, и работать приходится. Эсмеральда угрожает Анжи забрать залог, если она не покинет дом Германа. |                 |                            |                      |                   |
| 98 | 18              | «Грегорио»                 | 22 мая 2013          | TBA               |
| Антонио советует Грегорио снова посещать психолога, чтобы тот перестал видеть в преподавателях студии врагов. Диего снимает на камеру попытку поцелуя с Виолеттой на репетиции, и Андрес показывает ролик Леону. Герман отказывается от работы Ромальо, потому что не может ему платить. Эсмеральда подкупает доверие Ольги, что найдет ей работу в случае, если Герман откажется от её услуг, так как тоже не может их оплачивать. В студию приезжает продюсер "Юмикса" — Маротти, чтобы подготовить всё к предстоящему шоу. Леона заменяют на гонках, потому что он никак не мог принять решение насчёт студии. Герман видит, как Виолетта и Диего собираются поцеловаться на репетиции. |                 |                            |                      |                   |
| 99 | 19              | «Пение»                    | 23 мая 2013          | TBA               |
| Преподаватели успокаивают Германа из-за случившегося на репетиции. Джаки видит сценический поцелуй Пабло и Анжи, и обижается на него. Леон прощает Виолетту, что думал о ней плохо из-за её якобы поцелуя с Диего. Ромальо меняет имидж, чтобы доказать, что он друг Германа, и всегда будет ему помогать, и что также готов вернуться обратно, но в таком виде он начинает нравиться Ольге. Тем временем Эсмеральда говорит фразами из дневника Марии, и это наводит на Анжи очередные подозрения. Леон наврал Виолетте про то, что верит ей, и решает с ней расстаться. Людмила не оставляет попыток выжить Виолетту из студии и придумывает очередной план. |                 |                            |                      |                   |
| 100 | 20              | «Новая девушка»            | 24 мая 2013          | TBA               |
| Виолетта просит Леона дать ей время до конца шоу, чтобы доказать, что Диего для неё всего лишь друг. Людмила хочет переодеться в Виолетту и прервать трансляцию шоу, чтобы её выгнали. Лара, механик Леона на автогонках, просит его передумать насчёт выступления на шоу. Анжи решает уйти из дома, потому что всем только мешает. Виолетту отстраняют от шоу — план Людмилы прошёл успешно. Но не совсем, настоящая Виолетта попала в кадр другой камеры, и ей разрешают выступить на шоу. Диего на концерте целует Виолетту по-настоящему. |                 |                            |                      |                   |
| 101 | 21              | «Подруга»                  | 27 мая 2013          | TBA               |
| Матиас следит за Эсмеральдой и думает, что она что-то скрывает. Леон расстаётся с Виолеттой из-за её поцелуя с Диего. Ромальо признаётся в любви к Ольге, но всё ещё трусит, когда рядом с ней Кардосо. Пабло и Джаки мирятся. Диего выкладывает в сеть видео с его поцелуем с Виолеттой. Людмила просит Нати уничтожить парик и платье, но та попадается на глаза Грегорио. Герман хочет переодеться, чтобы следить за Виолеттой в студии. Виолетте предлагают контракт с "Юмиксом", чтобы раскрутить её образ. |                 |                            |                      |                   |
| 102 | 22              | «Подстава»                 | 28 мая 2013          | TBA               |
| Грегорио подкладывает парик с платьем Джаки, и это видит Бето, но она просит его не рассказывать, так как её подставили. Герман работает уличным продавцом, чтобы следить за Виолеттой рядом со студией. Леон и Виолетта в разладе из-за поцелуя с Диего. Тем временем Диего и Леону приходится работать вместе с песней. Джейд ломает машину Матиаса, и теперь ему не на чем ездить. Анжи уходит из дома Германа, сказав об этом только ему и Виолетте. |                 |                            |                      |                   |
| 103 | 23              | «Уединение»                | 29 мая 2013          | TBA               |
| Камиллу и Макси странным образом влечёт друг к другу. Виолетта соглашается на контракт с сольной карьерой, чтобы быть подальше от Леона. Герман сначала против сотрудничества между Виолеттой и "Юмиксом", но затем соглашается. Камилла плохо поёт на английском, но никто не может сказать ей об этом прямо. В итоге ей говорит Франческа, но Камилла не понимает этого. Ромальо обнимается с Ольгой, и это видит Кардосо. Эсмеральде придётся присмотреть за своей дочерью, пока её отец в отъезде, но она не знает, как объяснить это Герману. |                 |                            |                      |                   |
| 104 | 24              | «Облом»                    | 30 мая 2013          | TBA               |
| Дочь Эсмеральды — Амбер — живёт некоторое время у Германа дома, и уже успела схитрить во многих вещах. Ольга признаётся Эсмеральде, что всё ещё любит Ромальо, и Амбер пользуется ситуацией, чтобы получить шоколадный торт на ужин. Камилла слышит свой английский и понимает, что её акцент отвратителен. Джаки всё ещё пытается уговорить Антонио продать студию, но тот непреклонен. Диего пытается подлизаться к Виолетте, чтобы стать добрым, но ни она, ни Леон ему не верят. Герман поступает в студию как пианист в виде Еремиаса, чтобы следить за Виолеттой. |                 |                            |                      |                   |
| 105 | 25              | «Завершение»               | 31 мая 2013          | TBA               |
| Джейд и Матиас узнают, что Амбер — дочь Эсмеральды, и она уже в курсе их плана. Камилла подтягивает свой английский не без помощи Макси. Виолетта скучает по урокам с ребятами, так как теперь занимается индивидуально с Маротти. Ромальо портит ужин Ольги из-за Кардосо; это видит Амбер и шантажирует его записанным на планшет видео. Друзья Бродвея устраивают вечеринку, и на неё к Леону приходит Лара. Виолетта не хочет идти на вечеринку из-за Леона. Диего приходит к Виолетте домой, чтобы подбодрить её. |                 |                            |                      |                   |
| 106 | 26              | «Новый поцелуй»            | 3 июня 2013          | TBA               |
| Диего и Виолетта смотрят фильм у неё дома. Леон поёт песню на вечеринке для Лары, и это замечают её подруги. Амбер пытается шантажировать Виолетту, что она расскажет о визите Диего, но та ставит её на место. Эсмеральда признается Герману, что любит его, и они вновь целуются. Франческа понимает, что Камилле нравится Макси. Герману приходится скрывать ото всех, что он теперь работает в студии как Еремиас. Амбер грозится рассказать Герману про план Джейд и Матиаса, если те не перестанут следить за её мамой. Леон и Виолетта вновь ссорятся из-за происшедшего на вечеринке и у неё дома. Камилла и Макси целуются. Лара сближается с Леоном. |                 |                            |                      |                   |
| 107 | 27              | «История»                  | 4 июня 2013          | TBA               |
| Эсмеральда удаляет с планшета Амбер видео с компроматом на неё. Макси и Камилла понимают, что их поцелуй был всего лишь наваждением, и остаются друзьями. Ромальо пытается расстроить роман Ольги и Кардосо. Камилла делится с Франческой о поцелуе с Макси. Но Марко ревнует её и обижается, но потом мирится. Бето ревнует Джаки к Еремиасу. Диджею предлагают работу в компании по видеомонтажу, и он оставляет роль помощника Бето, уходя из студии. Диего провоцирует Леона оскорбить Виолетту, и та теперь видеть его не желает, и Диего этим пользуется. У него есть тайный план с Людмилой против Виолетты. |                 |                            |                      |                   |
| 108 | 28              | «Мелодия»                  | 5 июня 2013          | TBA               |
| Кардосо узнает, что Ромальо испортил ужин Ольги, чтобы разладить их. Амбер просит прощения у Ромальо за то, что подставила его, и обещает больше не шантажировать людей. К Франческе приезжает её старый друг Алессандро, и Марко ревнует. Диджей прощается с ребятами из студии. Амбер уезжает обратно к отцу и будет по всем скучать. Виолетта не хочет сотрудничать Юмиксом, потому что ей не нравится её новый образ и их условия. Леон не приходит на урок в студию и проводит время с Ларой. |                 |                            |                      |                   |
| 109 | 29              | «Ненависть»                | 6 июня 2013          | TBA               |
| Диего вновь старается сблизиться с Виолеттой, но та не перестаёт думать о Леоне. Камилла видит Марко в кафе с другой девушкой. Эсмеральда подозревает, что Герман от неё что-то скрывает, но не узнает, что тот ходит в студию. Ромальо делает работу по дому, чтобы снискать снисхождение Ольги и Кардосо за произошедшие события с ужином. Франческа засекает Марко в кафе с другой девушкой. Юмикс разрешает Виолетте быть собой, и их сотрудничество продолжается. Матиас и Джейд пытаются выкрасть планшет с компроматом у Эсмеральды, но у них ничего не получается. Анжи проникается симпатией к Еремии. Виолетта видит свидание Лары с Леоном. |                 |                            |                      |                   |
| 110 | 30              | «Дуэт»                     | 7 июня 2013          | TBA               |
| Марко учит итальянский и занимается с репетитором, и Камилла с Франческой всё не так поняли. Виолетта и Леон страдают друг без друга, но не стремятся сближаться. Герман ссорится с Виолеттой, потому что она убежала из дома без спроса к Леону. Джейд и Матиас всё думают, как заполучить планшет Амбер, чтобы стереть их компромат. Виолетта теряет голос, и решает петь под фонограмму. Людмила пытается ей помешать. |                 |                            |                      |                   |
| 111 | 31              | «Общение»                  | 10 июня 2013         | TBA               |
| Грегорио и Джаки пытаются прервать шоу, но у них это не выходит. Джейд и Матиас приходят в гости к Герману, чтобы выкрасть планшет у Эсмеральды. Для осуществления плана Диего Людмиле придется стать подружкой Виолетты. Ромальо не может больше терпеть работу по дому. Эсмеральда наведывается в китайский ресторан к Герману, но он на самом деле там не работает. Диего всё стремится сблизиться с Виолеттой, а Леон сближается с Ларой. |                 |                            |                      |                   |
| 112 | 32              | «Дружба»                   | 11 июня 2013         | TBA               |
| Людмиле только на руку, чтобы Виолетта и Диего сблизились. Но та говорит, что они вовсе не встречаются. Герману все сложнее притворяться преподавателем студии и скрывать это ото всех. Эмма хочет больше времени проводить с Андресом, но ей не нравится, что он большую часть времени проводит в студии и с друзьями. Виолетта чувствует себя лучше с Диего, и осознает, что он не такой плохой, каким кажется. |                 |                            |                      |                   |
| 113 | 33              | «Неправильный выбор»       | 12 июня 2013         | TBA               |
| Виолетта узнает, что Герман пытается следить за Виолеттой из студии через Еремиаса, но без понятия, что это и есть Герман. Кардосо не может держать Ромальо на дистанции от Ольги. Франческа устраивает вечеринку по случаю своего дня рождения, но Виолетта не успевает на него прийти, потому что её задержали за записью песни. Между Виолеттой и Леоном до сих пор напряжённые отношения. Андрес никак не может порвать с Эммой. На вечеринку Франчески Леон приходит вместе с Ларой, но та уходит, потому что думает, что он специально её привел, чтобы вызвать ревность у Виолетты. В итоге Леон с Ларой целуются. Джейд устраивается на работу в китайский ресторан, чтобы быть ближе к Герману. |                 |                            |                      |                   |
| 114 | 34              | «Непонятность»             | 13 июня 2013         | TBA               |
| Андрес никак не может порвать с Эммой и боится сказать ей об этом. Диего посылает с телефона Леона сообщение Ларе, чтобы она пришла в студию. Кардосо избегает Ромальо из-за нелепых случайностей. Герману вновь приходится уходить из студии с уроков из-за проблем с Джейд и Эсмеральдой — они считают, что он работает в китайском ресторане. Виолетта не может перестать думать о Леоне, но видит его в студии вместе с Ларой целующимися. |                 |                            |                      |                   |
| 115 | 35              | «Учитель танцев»           | 14 июня 2013         | TBA               |
| Герман "увольняется" из китайского ресторана после ситуации с Джейд. Виолетта расстроена, видя поцелуй Леона и Лары. Диего тем временем проводит время с Виолеттой, успокаивая её. Матиас предлагает Джейд улететь из страны, но она не может оставить Германа. Джаки не оставляет надежд вразумить дядю Антонио продать студию. Виолетта мучается от расставания с Леоном. Эмма расстаётся с Андресом, а Кардосо отдаляется от Ольги. В студию приезжает представитель Юмикса из Израиля — девушка Либби, которая будет учить ребят новым движениям. И она проявляет симпатию к Андресу. Анжи грустно, что Герман теперь с Эсмеральдой, и ищет утешения у Еремиаса. У Виолетты вновь пропадает голос, но она не решает ничего рассказывать, чтобы не потерять работу в Юмиксе. |                 |                            |                      |                   |
| 116 | 36              | «Связки»                   | 17 июня 2013         | TBA               |
| К Джейд приходит ухажёр из китайского ресторана и дарит ей букет цветов, но она отказывается быть его парнем. Эмма видит прогулку Либби и Андреса, и обижается на него. Либби не хочет больше иметь дел с Андресом, поэтому просит, чтобы его заменил другой студент. Анжи и Пабло ссорятся из-за того, что Анжи скрыла от него отношения с Еремиасом. Диего выведывает у Виолетты, что та потеряла голос, и рассказывает об этом Людмиле. |                 |                            |                      |                   |
| 117 | 37              | «Непонимание»              | 18 июня 2013         | TBA               |
| Герман продолжает врать Эсмеральде, что работает в китайском ресторане, а Джейд сказал, что его уволили потому, чтобы она ему больше не мешала. Виолетта не хочет обращаться к врачу из-за потери голоса, и думает, что всё образуется. Бето думает, что у Еремиаса роман с Джаки, и ревнует его. И Пабло также. Андрес старается помириться с Либби, и та принимает его извинения. Ольга никак не может забыть Ромальо, и решает порвать с Кардосо. Еремиас слышит, как Леон планирует свидание с Виолеттой, но на самом деле с Ларой. Виолетта думает всё не так и приходит к Леону в парк, и там их застаёт Лара. |                 |                            |                      |                   |
| 118 | 38              | «Предательство»            | 19 июня 2013         | TBA               |
| Виолетта снова страдает из-за Леона и не знает, что делать. Эмма просит папу запретить студии ставить шоу из-за того, что Андрес её бросил. Матиас хочет помочь Джейд забыть Германа и знакомит её со своим старым другом, но она верна себе и не откажется от своих планов. Андрес старается спасти шоу и помириться с Эммой, но Виолетта придумывает план, как задобрить её. Леон находит спонсора для гонок, чтобы доказать Ларе, что она ему небезразлична. Мэр всё же даёт разрешение на проведение концерта. Герману в лице Еремиаса надоели нападки в студии со стороны ревнивых Пабло и Бето, и он решает уволиться. |                 |                            |                      |                   |
| 119 | 39              | «Новая любовь»             | 20 июня 2013         | TBA               |
| Анжи чувствует себя виноватой из-за случая с Еремиасом и просит его вернуться обратно в студию. Герману вновь придётся играть роль пианиста в студии. У Леона назначена встреча со спонсором на мотокроссе, и он может опоздать на шоу. Кардосо просит Ромальо вернуть Ольгу к нему. Джейд узнает, что Матиас пытается ремонтировать свою машину и тратит наворованные деньги, и он хочет уехать из пансиона. Но Джейд против. Диего пытается найти своего отца в Буэнос-Айресе и знает только то, что он участвовал в одном спектакле, но больше никаких зацепок нет. Лара просит Леона идти в студию на шоу, но тот выбирает гонки. Кардосо делает Ольге предложение. Диего и Виолетта целуются на репетиции перед шоу. |                 |                            |                      |                   |
| 120 | 40              | «Шоу»                      | 21 июня 2013         | TBA               |
| Ребята тянут выступление, чтобы Леон успел на концерт. Ольга принимает предложение Кардосо и целует его. Ромальо расстроен из-за этого и признаётся в любви к Ольге. Леон успевает на концерт, и шоу удаётся. Нати узнаёт о плане Диего и Людмилы по устранению Виолетты. Матиас решает уехать из страны, оставив Джейд. Та бежит к Герману, чтобы рассказать ему, что происходит, в то время как Эсмеральда предлагает ему жениться. Франческа сообщает, что её семья уезжает в Италию. Либби уезжает и всегда будет помнить Андреса. Виолетта теряет голос. |                 |                            |                      |                   |
| 121 | 41              | «Музыка»                   | 19 августа 2013      | TBA               |
| Виолетта всё никак не хочет никому рассказывать о потере голоса. Ольга не может принять предложение Кардосо, потому что любит другого. Франческа не может рассказать друзьям, что улетает в Италию через пару недель. Пабло хочет, чтобы Леон выбрал между студией и гонками. Диего ищет встреч с Виолеттой, чтобы разузнать, что с ней случилось. |                 |                            |                      |                   |
| 122 | 42              | «Врач»                     | 20 августа 2013      | TBA               |
| Джейд и Эсмеральд никак не могут найти Матиаса, и Эсмеральда хочет уехать из страны, если он не объявится в ближайшее время. Виолетта идёт к врачу, и выясняется, что голос она потеряла от перенапряжения. Он восстановится, но неизвестно, будет ли она снова петь. Герман предлагает Эсмеральде выйти за него замуж, и та соглашается. Нати теперь держит Людмилу на коротком поводке, и может в любой момент рассказать Виолетте о её секрете. К Виолетте тем временем возвращается голос. Ольга говорит Ромальо, что ему будет непросто её завоевать после расставания с Кардосо. Виолетта узнаёт, что Франческа уезжает в Италию. |                 |                            |                      |                   |
| 123 | 43              | «Правда»                   | 21 августа 2013      | TBA               |
| Леону не придется выбирать между студией и гонками, потому что преподаватели поддерживают оба его интереса. Матиас не смог улететь из страны, поэтому он остаётся с Джейд, чтобы продумать дальнейший план с Эсмеральдой, которая тоже остаётся с Германом. Андрес страдает от расставания с Либби, а Франческа расстроена, что уедет от своих друзей. Диего приглашает Виолетту в кафе, и Герман следит за ней. Джаки вновь ревнует Пабло к Анжи. |                 |                            |                      |                   |
| 124 | 44              | «Коварность»               | 22 августа 2013      | TBA               |
| Пабло узнаёт, что Бето любит Джаки. Эсмеральда просит половину состояния Германа, иначе она не будет осуществлять план Джейд и Матиаса. Герман вновь возвращается в студию за Еремиаса и продолжает следить за Виолеттой. Виолетту просят спеть под фонограмму, и об этом узнаёт Людмила, пытаясь подставить её. Герман хочет устроить встречу с друзьями Эсмеральды, и та просит Матиаса нанять актёров. На выступлении Виолетты фонограмма срывается. |                 |                            |                      |                   |
| 125 | 45              | «Метод»                    | 23 августа 2013      | TBA               |
| Герман узнает, что Виолетта не может петь. В преподавательском составе студии снова ссоры из-за отношений. Нати признаётся Макси, что это она и Людмила подменили диск с фонограммой. Леон узнает о странных делах, которые планирует Диего с Виолеттой. Тем временем Джейд планирует прийти на встречу друзей Эсмеральды у Германа. Виолетта узнаёт, что сможет петь. Антонио приглашает в студию психолога, чтобы провести групповую терапию с преподавателями. |                 |                            |                      |                   |
| 126 | 46              | «Возврат»                  | 26 августа 2013      | TBA               |
| Леон не узнаёт о плане Диего и Людмилы, так как те засекают его. Герман просит Виолетту прекратить сотрудничество с Юмиксом, чтобы не рисковать здоровьем. Но контракт не позволяет отказаться от сотрудничества. В студию приезжает Федерико. Виолетта приглашает Диего на ужин домой, но Герман не в восторге. Леон делится своими подозрениями с Виолеттой, но та не верит ему. Лара хочет знать, кого же всё-таки любит Леон — её или Виолетту. |                 |                            |                      |                   |
| 127 | 47              | «Объединение»              | 27 августа 2013      | TBA               |
| Между Джейд и Эсмеральдой завязывается потасовка на вечеринке. Диего и Виолетта вместе, но она до сих пор не уверена в своих чувствах. Герман сообщает, что между ней и Джейд всё кончено. Нати ссорится с Макси, и тот больше не может ей верить из-за случившейся ситуации с фонограммой. Герман разрешает Виолетте и дальше сотрудничать с Юмиксом. Франческа не может сосредоточиться из-за мыслей о предстоящем отъезде. Джейд от расставания планирует отомстить Герману. Людмила внезапно влюбляется в Федерико. |                 |                            |                      |                   |
| 128 | 48              | «Друзья»                   | 28 августа 2013      | TBA               |
| Леон всё не может забыть Виолетту, а она его. Ребята думают, как можно оставить Франческу в Аргентине. Джейд просит Эсмеральду стать женой Германа для осуществления плана. Джаки решает на время расстаться с Пабло. |                 |                            |                      |                   |
| 129 | 49              | «Ещё одна тайна»           | 29 августа 2013      | TBA               |
| Грегорио инсценирует вывих руки, а Пабло ревнует Джаки к Еремиасу. Виолетта и её друзья планируют устроить показ отцу Франчески, чтобы он не увозил её в Италию. Джейд придумывает свой план мести Герману, но не делится с ним Матиасу. Людмила не хочет признавать себе, что любит Федерико. Виолетта всё никак не может забыть Леона. Леон тем временем при встрече с Ларой путает её с Виолеттой. |                 |                            |                      |                   |
| 130 | 50              | «Сюрприз»                  | 30 августа 2013      | TBA               |
| Грегорио настраивает Пабло и Джаки против друг друга. Леон любит и Лару, и Виолетту, и не знает, что делать. Герман всё ещё не может принять, что Диего — парень Виолетты. Франческа узнаёт, что ребята делают ей сюрприз, и расстроена. Пабло помогает ребятам пригласить отца Франчески, чтобы он осознал, что она потеряет, если уедет. |                 |                            |                      |                   |
| 131 | 51              | «И всё?»                   | 2 сентября 2013      | TBA               |
| Отец Франчески отказывается оставлять её в Аргентине. Джаки пытается вызвать ревность у Пабло, сближаясь с Еремиасом. Франческо уезжает, и все тоскуют по ней, не в состоянии сосредоточиться на учёбе. Лара решает держать дистанцию с Леоном, потому что тот никак не может забыть Виолетту. Людмила всё чаще представляет себя с Федерико. Пабло узнаёт о том, что Грегорио симулировал травму руки. Франческа внезапно возвращается обратно. |                 |                            |                      |                   |
| 132 | 52              | «Подарок»                  | 3 сентября 2013      | TBA               |
| Все рады возвращению Франчески — её отец передумал. Камилла пытается найти любовь всей своей жизни. К Нати приехала её сестра Лена, чтобы просмотреть за ней, пока родители в отъезде. Эсмеральда просит Матиаса успокоить Джейд — ей кажется, что она может причинить вред Герману. Виолетта не может забыть Леона, и спрашивает у него, может ли у них быть ещё шанс. Антонио увольняет Грегорио из студии. Виолетта признаётся, как сильно любит Диего. |                 |                            |                      |                   |
| 133 | 53              | «Одна любовь - одна песня» | 4 сентября 2013      | TBA               |
| Герман собирается жениться на Эсмеральде через две недели, и Анжи очень расстроена. Еремиас успокаивает её. Камилла встречает мальчика из группы и испытывает к нему симпатию, хотя не показывает этого. Джаки снова устраивает сцены ревности Пабло. Ребята стараются столкнуть Федерико и Людмилу, чтобы померить её пыл. Матиаса допрашивает инспектор Марсела Пароди для выяснения дела пропажи денег Германа. Виолетта хочет помочь Диего найти его отца. |                 |                            |                      |                   |
| 134 | 54              | «И снова поцелуй»          | 5 сентября 2013      | TBA               |
| Матиас пытается подкатить к Пароди, чтобы его не подозревали. Леон надеется, что Виолетта будет счастлива с Диего, но они оба знают, что всё ещё любят друг друга. Джейд хочет спланировать свадьбу Эсмеральды, и ей приходится согласиться. Джаки нервничает из-за ревности и на грани нервного срыва. Лена узнает о том, что Еремиас — это Герман. Леон снова видит Людмилу и Диего вместе. |                 |                            |                      |                   |
| 135 | 55              | «Борьба»                   | 6 сентября 2013      | TBA               |
| Марсела допрашивает Джейд в полицейском участке по поводу дела Германа. Грегорио даёт уроки танцев бродягам на улице. Матиас влюбляется в Пароди. Антонио снова зовёт психолога, чтобы он разобрался в разладе преподавательского состава студии. Камилла и Себа, мальчик из группы, сближаются. Лена уезжает, и теперь некому защищать Нати. Людмила подменивает диск Федерико и выставляет его виноватым, якобы он украл песню у Андреса. Джаки выходит из себя и увольняется. Нати повреждает руку, и теперь девочки не смогут выступать. |                 |                            |                      |                   |
| 136 | 56              | «Неверный шаг»             | 9 сентября 2013      | TBA               |
| Людмила специально навредила Нати, потому что она больше не у неё на побегушках. Эсмеральда препирается с Джейд по поводу свадьбы с Германом. Антонио просит Пабло вернуть Грегорио в студию. По вине Людмилы Федерико вынужден будет уехать обратно в Италию. Бродвей ревнует Камиллу к Себе. Грегорио возвращается в студию. Матиас инсценирует ограбление, чтобы быть арестованным Марселой. Диего инсценирует сцену, будто Леон разбил его гитару, подарок Виолетты. |                 |                            |                      |                   |
| 137 | 57              | «Ошибка»                   | 10 сентября 2013     | TBA               |
| Чтобы выступить в группе, Нати подменяет Андрес, и Людмила вновь устраивает подлянку, чтобы их дисквалицировали, но всё обходится. Антонио снова становится директором студии. Анжи понимает, что влюбляется в Еремиаса, не подозревая, что он всё тот же Герман. К Марко приезжает подруга детства и бывшая девушка Анна, но он не знает, как сказать об этом Франческе. Виолетта предупреждает Лару, что Леон — плохой человек. |                 |                            |                      |                   |
| 138 | 58              | «Отпор»                    | 11 сентября 2013     | TBA               |
| Леон хочет доказать, что Диего подставил его, но Виолетта вновь застаёт его не в самом лучшем свете. Франческа хочет расстаться с Марко — Анна теперь учится в студии. Эсмеральда никак не хочет выходить за Германа — это не входило в её планы. Бродвей ревнует Камиллу и постоянно за ней бегает. Бето советует Анжи бороться за Еремиаса, её любовь. Себа уезжает на гастроли и прощается с Камиллой. Федерико влюбляется в Людмилу. Герман не приглашает Джейд на свадьбу с Эсмеральдой. На ней будет подставной мировой судья, и у Джейд свой план. |                 |                            |                      |                   |
| 139 | 59              | «Победа»                   | 12 сентября 2013     | TBA               |
| Марко мирится с Франческой. Виолетта встречается с Диего, но как ни старалась, не может забыть Леона. Эсмеральда не может доверять Джейд и Матиасу, поэтому хочет быть уверена, что судья на свадьбе будет ненастоящим. Людмила просит выполнить уговор — выгнать Виолетту из студии взамен на информацию об отце Диего. Джейд случайно оживляет червячка Тутти, с помощью которого они украли у Германа средства. Федерико разочаровывается в Людмиле. На свадьбу Эсмеральды заявляется Джейд. |                 |                            |                      |                   |
| 140 | 60              | «Тайна раскрывается»       | 13 сентября 2013     | TBA               |
| Джейд обвиняет Эсмеральду в краже денег Германа — самозванке приходится бежать из страны, и она обещает расквитаться с предателями. Но то, что Джейд и Матиас в этом замешаны, никто не знает. Герман думает, что любви в его жизни нет места. Бродвей ухаживает за Камиллой, но та ждёт ответа от Себы. Федерико бросает Людмилу. Виолетта и Леон вновь ссорятся. Герман решает, что в его жизни больше нет лжи, и решает покончить с Еремиасом. Матиас и Джейд теперь совсем без денег, что им только на руку — у полиции будет меньше подозрений. Франческа всё ревнует Марко к Анне. Анжи узнаёт, что Герман — это Еремиас. |                 |                            |                      |                   |
| 141 | 61              | «Безысходность»            | 16 сентября 2013     | TBA               |
| Диего придётся выполнить уговор Людмилы, чтобы узнать, кто его отец. Анна случайно целует Марко, и об этом узнаёт Франческа. Анжи в слезах от того, что снова влюбилась в Германа, но не может больше ему доверять. Себа избегает Камиллу. Грегорио пытается взять себе в помощники Диего, а он по-настоящему влюбляется в Виолетту. Герман просит прощения у Джейд. Виолетта застаёт Диего и Людмилу вместе. |                 |                            |                      |                   |
| 142 | 62              | «План»                     | 17 сентября 2013     | TBA               |
| Анжи решает не искать встреч с Германом, и больше не будет гувернанткой Виолетты. Франческа порывает с Марко, а также ссорится с Камиллой. Герман начинает больше общаться с Джейд. Диего пытается примириться с Виолеттой. Грегорио не оставляет попыток стать директором студии и подбивает Диего в помощники. Себа расстаётся с Камиллой. Лара угрожает Виолетте и просит не приближаться к Леону. |                 |                            |                      |                   |
| 143 | 63              | «Ненормальность»           | 18 сентября 2013     | TBA               |
| Пароди продолжает расследование пропажи денег Германа. Лара и Леон опять в разладе из-за Виолетты. Виолетта не знает, почему не может доверять Диего, хотя очень хочет этого. Анна просит Франческу помириться с Марко, но та настраивает их против. Леон и Диего снова ссорятся. Пабло хочет разоблачить Грегорио — это он украл диск с записью между ним и Диего. Анжи просит Германа рассказать Виолетте правду, что тот притворялся Еремиасом. |                 |                            |                      |                   |
| 144 | 64              | «Всё сначала»              | 19 сентября 2013     | TBA               |
| Диего хочет рассказать всю правду Виолетте про план, но Людмила останавливает его. Антонио хочет выяснить, кто украл диск с записью у Маротти. Марко хочет отвести Франческу в караоке-бар, чтобы помириться с ней. Джейд старается завоевать Германа цитатами о любви. Лара поёт в караоке-баре и мирится с Виолеттой. Диего думает, стоит ли Виолетте рассказать всю правду. Анжи предлагают работу композитором во Франции. |                 |                            |                      |                   |
| 145 | 65              | «Банда»                    | 20 сентября 2013     | TBA               |
| Диего не может признаться Виолетте. Анна хочет разлучить Марко и Франческу, подставляя последнего. Друг Матиаса нашёл ему работу — подрабатывать в мастерской, но он совсем не хочет работать. Людмила ревнует Федерико к Нати, потому что они пели вместе. Марсела подозревает Матиаса и арестует его, когда появятся доказательства. Анжи решает уехать во Францию, но передумывает и хочет снова быть рядом с Виолеттой. Герману возвращают работу инженера. Джейд пытается сблизиться с Германом. Виолетта узнаёт, что Анжи отказывается уехать во Францию ради неё. |                 |                            |                      |                   |
| 146 | 66              | «Плохие новости»           | 23 сентября 2013     | TBA               |
| Виолетта просит Анжи уехать во Францию ради лучшей жизни. Грегорио вновь пытается подставить Пабло. Герман и Анжи ссорятся за ужином, и она уходит. Виолетта всё не может выбросить Леона из головы. Спонсор предлагает Леону совместить пение и гонки на представлении, иначе они потеряют его. Марко всё ещё хочет помириться с Франческой, а Анна только мешает. Анжи прощается со всеми и уезжает во Францию. Она мирится с Германом, и они с Пабло обязательно будут её ждать. |                 |                            |                      |                   |
| 147 | 67              | «Наш путь»                 | 24 сентября 2013     | TBA               |
| Пароди пытается выяснить больше информации в компьютере Матиаса, чтобы найти доказательства. Марко говорит Анне, что любит Франческу, и никого больше. Еремиаса приглашают в студию, чтобы написать заявление об увольнении. Людмила вновь пытается заставить Диего выгнать Виолетту из студии. На плече у Диего оказывается такое же родимое пятно, как у Грегорио. К Камилле возвращается Себа. Спонсор сильнее давит на Леона, и он не знает, как поступить. |                 |                            |                      |                   |
| 148 | 68              | «Жалость»                  | 25 сентября 2013     | TBA               |
| Виолетта узнаёт, что Герман — это Еремиас. Лара защищает Леона и разрывает контракт с единственным спонсором. Ольга всё хочет обсудить с Ромальо их отношения, но тут в дом заявляется новая гувернантка Виолетты. Марко признаётся Анне, что больше не любит её из-за предательства. Джейд хочет рассказать Герману правду о том, что они его обокрали. Анна признаётся Марко, что она специально разлучила Франческу, и он её не может простить. Тем временем Франческа думает, настоящая ли любовь у неё с Марко. Камилла решает не продолжать встречаться с Себой. Матиаса задерживает Пароди за сокрытие улик. Анна решает уйти из сожаления за свой проступок, и старается помирить Франческу с Марко. Виолетте нужна помощь, но Диего не может ранить её предательством. |                 |                            |                      |                   |
| 149 | 69              | «Печальная звезда»         | 26 сентября 2013     | TBA               |
| Франческа не хочет снова встречаться с Марко после произошедшего. Виолетта всё ещё обижена на отца и не может принять такую "заботу" о ней. Леону снова придется выбирать между мотокроссом и студией — в случае выигрыша конкурса он улетит в Испанию с Виолеттой, что совпадает с соревнованиями гонок. Ольга ревнует Ромальо к Ингрид, репетитору Виолетты. Джейд передумывает рассказывать правду Герману. Матиас скрывается от Пароди в доме Германа. Нати и Бродвей ревнуют Ками и Макси соответственно, потому что он с ней обнимался. Диего заявляет Людмиле, что теперь играет по своим правилам, и у него есть Федерико на экстренный случай. Леон и Виолетта приходят в место их первого поцелуя. |                 |                            |                      |                   |
| 150 | 70              | «Победный матч»            | 27 сентября 2013     | TBA               |
| Леон проводит время с Виолеттой, успокоивая её, но они всё равно друзья. Тем не менее, их встречают Диего и Лара. Виолетта всё никак не может простить отца за его ложь. Матиас продолжает скрываться в доме Германа, потому что не хочет помогать следствию. Марко и Франческа всё ещё в разладе. Матиас и Джейд случайно сковывают друг друга наручниками, и им приходится выкручиваться, чтобы их не застукали. |                 |                            |                      |                   |
| 151 | 71              | «Путешествие в Испанию»    | 30 сентября 2013     | TBA               |
| В Испанию едут Франческа, Диего, Леон и Виолетта, но Герман не хочет отпускать свою дочь. Ольга старается выдворить Ингрид из дома, чтобы быть ближе к Ромальо. Виолетта очень зла на отца и не понимает его. В конкурсе её заменяет Людмила, но Виолетта тайком пытается уехать в Испанию, но ничего не выходит. Лара увольняется из команды мотокросса, чтобы отдалиться от Леона. Нати и Макси снова сближаются. Герман всё же отпускает дочь в Испанию. |                 |                            |                      |                   |
| 152 | 72              | «Дело»                     | 1 октября 2013       | TBA               |
| Вместо Людмилы в Испанию едет Виолетта, как и было запланировано. Джейд сдаёт Матиаса инспектору Пароди. Четверо ребят приезжают в Мадрид, и Леон с Диего всё ещё не ладят. Франческа не хочет связываться с Марко даже за границей. Джейд выставляют из пансиона на улицу. Камилла не хочет снова сближаться с Бродвеем и хочет, чтобы он доказал, что изменился. Людмила не хочет меняться. Во время прогулки по Мадриду девушки и юноши теряются, и пытаются найти друг друга. Джейд напрашивается пожить у Германа. Потерявшуюся Виолетту находят Леон и Диего. |                 |                            |                      |                   |
| 153 | 73              | «Подвох»                   | 2 октября 2013       | TBA               |
| Виолетта хочет помочь Диего найти своего отца в Мадриде, но тот не особо горит желанием. Матиас просит Джейд найти адвоката, чтобы он не остался в участке. Камилла и Бродвей стараются начать все сначала, но не получается. Виолетта хочет узнать, почему Леон расстался с Ларой. |                 |                            |                      |                   |
| 154 | 74              | «И снова любовь»           | 3 октября 2013       | TBA               |
| Франческа слышит разговор Людмилы и Диего, и что-то подозревает. Нати пытается рассказать Макси правду про план Людмилы и Диего. Марко постоянно шлёт цветы Франческе в Мадрид. Герман хочет полететь в Испанию за Виолеттой, но все его отговаривают. Франческа следит за Диего, потому что подозревает его. Матиаса отпускают из участка за недостатком улик, и пока будет жить у своего друга. Леон всё ещё любит Виолетту, но та с Диего. Людмила говорит Грегорио, что у него есть сын. Виолетта понимает, что любит Леона. |                 |                            |                      |                   |
| 155 | 75              | «Исповедь»                 | 4 октября 2013       | TBA               |
| Камилла и Бродвей придумывают друг другу испытания в любви, чтобы быть вместе. Грегорио узнаёт, что у него есть сын, и это Диего. Леон записывает компромат на Диего. Марко приезжает к Франческе в Мадрид, и они мирятся. Нати признаётся Макси о плане Людмилы. Виолетта узнаёт о предательстве Диего и не может выступать на шоу, но Леон её спасает. |                 |                            |                      |                   |
| 156 | 76              | «Беда»                     | 7 октября 2013       | TBA               |
| Виолетта разочарована предательством Диего, и теперь сближается с Леоном. Камилла и Бродвей проваливают испытания, и понимают, что им не стоит быть вместе. Федерико пытается сблизиться с Людмилой, но та не принимает его знаки. Франческе предлагают работу в студии звукозаписи в Италии. Ребятам предстоит придумать песню для финального шоу. Диего, Франческа, Леон и Виолетта возвращаются из Испании. Ольга не оставляет попыток выгнать Ингрид из дома, но Герман уверяет, что Ромальо нужна только Ольга, и никто больше. Грегорио становится снисходительнее к ученикам студии. Виолетте придётся работать вместе с Людмилой над песней. Федерико узнаёт о плане Людмилы, и больше не хочет с ней сближаться. Франческа решает расстаться с Марко, чтобы не ранить его отъездом в Италию. Виолетта видит Леона с Ларой. |                 |                            |                      |                   |
| 157 | 77              | «Разборки»                 | 8 октября 2013       | TBA               |
| Лара и Леон остаются друзьями, но Виолетта думают, что они всё ещё вместе. Макси прощает Нати и хочет быть с ней. Никто не может придумать песню к выпускному шоу. Ольга продолжает ревновать Ромальо к Ингрид. Федерико всё не может забыть Людмилу. Марко узнаёт, что у Франчески будут гастроли в Италии. Леон поёт песню Виолетте, что ей приснилась во сне. Герман хочет сообщить Джейд, что больше не любит её, но та слышит это случайно. Грегорио признаётся Диего, что он его отец. Федерико целует Людмилу. Виолетта избегает Леона из-за Лары, но он хочет попробовать ещё раз. |                 |                            |                      |                   |
| 158 | 78              | «Хорошие новости»          | 9 октября 2013       | TBA               |
| Джейд после разрыва с Германом собирается отомстить ему и снова украсть у него всё состояние вместе с Матиасом. Виолетта ходит в поникшем виде и ссорится с отцом. Джейд просит Матиаса найти ему работу и заодно поселить его в доме Германа на время. Диего просит прощения у Виолетты, а Грегорио у него. Ингрид признаётся в любви к Ромальо, но тот отказывает и сообщает, что любит Ольгу. Диего не может простить отцу, что тот не был с ним рядом, но Виолетта просит подумать. Бродвей пытается снова сблизится с Камиллой и целует её. Лара сообщает Виолетте, что они с Леоном расстались. |                 |                            |                      |                   |
| 159 | 79              | «Окончательный ответ»      | 10 октября 2013      | TBA               |
| Виолетта и Леон мирятся и обещают больше не расставаться. Джейд и Матиас сбегают с деньгами Германа, но их ловят. Виолетта не может сосредоточиться на песне из-за её депрессии и последних событий. Герман узнаёт, что в краже его денег виноваты Джейд и Матиас, и чувствует себя преданным и одиноким. Он просит Леона защищать Виолетту. Виолетта дополняет песню, стихи на которую сочинила её мать Мария, а музыку придумал её отец. Франческа пишет письмо Марко, где высказывает о своих чувствах, но это письмо читает Андрес и всё не так понимает. Виолетта настолько опустошена, что не может ничего делать. План Людмилы удался, но она не чувствует себя счастливой от этого. Матиас хочет начать новую жизнь после тюрьмы вместе с Пароди, и Джейд сбегает, улучив момент. Ромальо признаётся Ольге, что в его сердце есть место только ей. Марко случайно запирают в классе, и он не успевает на встречу с Франческой. Виолетта не может простить Диего, но счастлива за него, что он наконец обрёл отца. Грегорио мирится с Диего и становится другим человеком, прося у всех прощения за все пакости, которые он делал. Виолетта не хочет выступать на шоу, потому что больше не чувствует тяги к музыке и пению. |                 |                            |                      |                   |
| 160 | 80              | «Финальное шоу»            | 11 октября 2013      | TBA               |
| Ребята никак не могут придумать песню к финальному шоу. Виолетта понимает, что не может бежать от ответственности, и всё же будет участвовать в шоу. Людмила теперь по-другому относится к Виолетте, и становится дружелюбнее ко всем. Федерико будет рядом, чтобы помочь ей стать лучше. Антонио разрешает ставить песню для финального шоу, несмотря на сорванные сроки. Джейд скрывается в доме Германа и все хочет отомстить ему. Марко и Франческа снова ссорятся из-за того, что Фран постоянно ищет повод для разлуки. Отношения между Виолеттой и её отцом всё больше отдаляются, и объединить их может только чудо. Андрес хочет найти себе девушку, и находит её в виде Клары, подруги Камиллы. Пароди и Матиас теперь вместе; она обещает позаботиться о Джейд. На финальном шоу Герман играет песню Марии, и Виолетта понимает, что они с ним очень близки, и мирится с ним. Марко и Франческа мирятся и снова вместе. Между Ромальо и Ольгой теперь нет никакого личного пространства, и они целуются на шоу. Джейд никак не может отомстить Герману, потому что очень любит его, но её всё же ловит полиция, и она едет в тюрьму вместе с братом. Виолетта и Леон целуются в финале шоу — все счастливы.              |                 |                            |                      |                   |

### Третий сезон (2014)
| Номер серии | Номер по сезону | Название серии                 | Премьера в Аргентине |
| --- | --------------- | ------------------------------ | -------------------- |
| 161 | 1               | «На гастролях»                 | 28 июля 2014         |
| Вот уже месяц ребята вместе с Юмикс гастролируют по миру. Из Мадрида они приезжают в Барселону, где у них должны состояться последние концерты турне. Людмила должна исполнят завершающую песню – «Рождённая блистать», и во время исполнения её должны поднять на тросах, чтобы она воспарила над сценой. Однако ей назначает встречу Федерико и Людмила спешит к нему, забыв о концерте. Когда Наталья дозванивается до них, остаётся очень мало времени, хотя Макси пытался задержать начало, по просьбе своей девушки, у него ничего не получается. Маротти заставляет Виолетту исполнить песню, и когда Людмила появляется, она уже на сцене. Людмила случайно задевает декорации и Виолетта в конце песни начинает падать, но Леон успевает её подхватить. Последний концерт выпал на День рождения Виолетты и та расстроена, что её друзья говорят, что решили отложить праздник до возвращения в Буэнос-Айрес. К тому же её расстраивает, что у Леона есть секрет от неё. Проследив за ним, она узнает, что Леон всё это время готовил для неё подарок – катание на воздушном шаре. Влюблённые так увлечены, что не сразу замечают, что трос отвязался и их шар в свободном полете. Герман очень соскучился по дочери и хочет поехать к ней, чтобы поздравить её с праздником, но Ромальо останавливает его, говоря, что завтра важный благотворительный вечер. На этом вечере Герман замечает женщину, что поёт «Я верю тебе» (Te creo) под другую аранжировку, и он сразу влюбляется в неё. Ромальо и Ольга встречаются. Она не перестаёт намекать ему на свадьбу, в то время как сам Ромальо борется за своё личное пространство и считает, что им ещё рано жениться. Джейд и Матиаса освободили из тюрьмы и Пароди встречает их. Матиас настроен начать законопослушную жизнь и устроиться на работу, в то время как Джейд хочет отомстить Герману. В Студии в это время приходят абитуриенты, в числе которых Клемонт – сын бизнесмена, которому отец мешает поступить в Студио, поскольку хочет, чтобы его сын возглавил компанию после него. Антонию нанимает нового педагога – Мильтона Винициа. Григорио хочет осуществить свою мечту и покупает большое помещение с хорошей акустикой, где сразу начинает танцевать. |                 |                                |                      |
| 162 | 2               | «Проблемы высоко в небе»       | 29 июля 2014         |
| Виолетта паникует и просит Леона, как можно быстрее посадить воздушный шар, но для начала ему нужно найти подходящую площадку. В это время приезжают ребята, чтобы устроить для Вилу сюрприз. Узнав, что их шар отвязался, они решают найти их. Марко беспокоится, что Виолетта с Леоном могут приземлиться на том же месте, где и взлетели, поэтому он, Франческа и Диего остаются. Через какое-то время, они видят, что шар улетел и сами начинают идти за ним. Марко нужно сделать пару телефонных звонков, поэтому он отстаёт. Фран остаётся с Диего наедине и жалуется ему, что Марко изменился. Через какое-то время ребята находят Вилу и Леона, что уже посадили шар. Все поздравляют Виолетту, дарят подарки, танцуют и поют. День рождения заканчивается концертом, последним в этих гастролях. Следующий день должен был быть выходным, но Маротти зовёт всех на телевидение. Виолетта не посовещавшись с Леоном, говорит, что они все там будут, но у парней были другие планы – они хотели выступить на фестивале. Из-за этого они ссорятся в телестудии, а Людмила включает их микрофоны и все слышат, о чем говорят Виолетта и Леон. В это время Герман очарован блондинкой, что пела на благотворительном вечере и просит Ромальо разузнать о ней, но у последнего и так достаточно проблем. Ольга решила любой ценой завести Ромальо под венец. В Студии новый преподаватель – Мильтон – грубит студентки, что замечает Бето. А Григорио окончательно разочаровавшись в Студии, раздумывает над уходом. |                 |                                |                      |
| 163 | 3               | «Одна проблема - одно решение» | 30 июля 2014         |
| Турне закончено, и ребята возвращаются в Буэнос-Айрес. В аэропорту Виолетта случайно толкает тележку, из-за чего Людмила падает. Не желая все так просто оставлять, она с матерью выдвигает претензии Виолетте и Герману. В результате, Герман встречает свою таинственную незнакомку в Студии, которой оказывается Приссцилла – мама Людмилы. Диего узнает, что Марко решил начать сольную карьеру и поэтому отдалился. Леон и остальные парни решают серьёзно заняться продвижением группы. |                 |                                |                      |
| 164 | 4               | «Возвращение»                  | 31 июля 2014         |
| 165 | 5               | «Новые отношения»              | 1 августа 2014       |
| 166 | 6               | «Леон в больнице»              | 4 августа 2014       |
| 167 | 7               | «План Людмилы»                 | 5 августа 2014       |
| 168 | 8               | «Программное обеспечение»      | 6 августа 2014       |
| 169 | 9               | «Решение»                      | 7 августа 2014       |
| 170 | 10              | «Открытие»                     | 8 августа 2014       |
| 171 | 11              | «Всё ещё друзья?»              | 11 августа 2014      |
| 172 | 12              | «Оставьте Студию»              | 12 августа 2014      |
| 173 | 13              | «Всё можно добавить»           | 13 августа 2014      |
| 174 | 14              | «Направление: Барселона»       | 14 августа 2014      |
| 175 | 15              | «Возвращение Анжи»             | 15 августа 2014      |
| 176 | 16              | «Новый тур»                    | 18 августа 2014      |
| 177 | 17              | «Виолетта и Алекс»             | 19 августа 2014      |
| 178 | 18              | «Поиск вора: Часть I»          | 20 августа 2014      |
| 179 | 19              | «Поиск вора: Часть II»         | 21 августа 2014      |
| 180 | 20              | «Разоблачение»                 | 22 августа 2014      |